# Alta velocidad ferroviaria en España

Líneas de alta velocidad en servicio en mayo de 2024

La alta velocidad ferroviaria en España se compone de varias líneas de alta velocidad, administradas, como toda la infraestructura de alta velocidad, por Adif-Alta Velocidad, por las que circulan servicios de mercancías y pasajeros, siendo estos últimos realizados por tres operadoras: la empresa pública española Renfe Viajeros, con sus marcas AVE y Avlo; la empresa pública francesa Ouigo España, con su marca Ouigo; y la empresa privada española ILSA, con su marca Iryo.
En septiembre de 2024 la red tenía en servicio 3.974 kilómetros de infraestructuras.La mayor parte de la red estaba construida en ancho de vía internacional (3025 km) y el resto en ancho ibérico (675 km) y en ancho mixto (197 km).La red se organiza en un sistema de corredores, todos ellos con origen en Madrid (aunque existen proyectos no radiales como el Corredor Mediterráneo), calcando así la radialidad de la red convencional. La primera línea en inaugurarse fue la LAV Madrid-Sevilla en 1992 y, tras tener una gran expansión en los 2000, en la actualidad la red continua expandiéndose.
Se trata de la red ferroviaria de alta velocidad más extensa de Europa y la segunda en todo el mundo, solo por detrás de China.
En 2011 la Dirección General de Movilidad y Transportes de la Comisión Europea incluyó en la Red Transeuropea de Ferrocarril de Alta Velocidad cinco corredores en España: Mediterráneo, Atlántico, Central, Cantábrico-Mediterráneo, y Atlántico-Mediterráneo, de los que los dos primeros (Mediterráneo y Atlántico) fueron declarados prioritarios en 2013.

## Definiciones de alta velocidad
La propia UIC habla de «definiciones» y da un significado amplio y general; concretamente solo menciona velocidades superiores a 250 km/h para líneas de nueva construcción o 200 km/h para líneas reformadas. Según la definición española (ADIF AV) y europea se considera alta velocidad siempre que se cumplan algunas de estas características:
Redes: el sistema ferroviario español que forma parte del sistema ferroviario transeuropeo de alta velocidad incluye: 
- Líneas especialmente construidas para la alta velocidad, equipadas para velocidades por lo general iguales o superiores a 250 km/h.
- Líneas especialmente acondicionadas para la alta velocidad equipadas para velocidades del orden de 200 km/h.
- Líneas especialmente acondicionadas para la alta velocidad, de carácter específico debido a dificultades topográficas, de relieve o de entorno urbano, cuya velocidad deberá ajustarse caso por caso. Esta categoría incluye también las líneas de interconexión entre las redes de alta velocidad y convencionales, los tramos de estación, el acceso a las terminales, almacenes, etc., que son recorridos a velocidad convencional por material rodante de «alta velocidad».

Vehículos: el sistema ferroviario español que forma parte del sistema ferroviario transeuropeo de alta velocidad engloba los vehículos concebidos para circular a:
- Velocidad de 250 km/h como mínimo en las líneas especialmente construidas para la alta velocidad, pudiéndose al mismo tiempo, en las circunstancias adecuadas, alcanzar velocidades superiores a los 300 km/h.
- Velocidad del orden de 200 km/h en las líneas anteriores, en caso de ser compatibles con las posibilidades de esas líneas.
- Vehículos concebidos para funcionar a una velocidad máxima inferior a 200 km/h que posiblemente vayan a circular por toda la red transeuropea de alta velocidad, o por una parte de esta, cuando sean compatibles con los niveles de rendimiento de dicha red, que deberán reunir los requisitos que garanticen un funcionamiento seguro en esa red.

Hay que tener en cuenta que dependiendo las diferentes características los requisitos técnicos son muy diferentes a pesar de que todos ellos se denominen «alta velocidad».

### Diferencias de criterio entre ADIF y UIC
Así, al no haber ni definiciones ni características técnicas exactas, en España en 2020 la UIC considera de alta velocidad a las líneas o tramos Zaragoza-Huesca, Orense-Santiago de Compostela (La Coruña) y Sevilla-Cádiz mientras que Adif no lo hace; mientras que ADIF sí considera el tramo Plasencia (Cáceres)-Badajoz de alta velocidad mientras que la UIC no lo considera así. Por ello, la diferencia de 3.330 km por parte de la UIC y 3.974 km por parte de ADIF.
Mientras que ADIF y UIC sí consideran alta velocidad la Variante de Pajares, Y vasca, el tramo La Coruña-Vigo (Pontevedra) del Eje Atlántico y a la futura línea Madrid-Extremadura que no cumplen íntegramente los criterios de la UIC. Estos casos serían similares a ciertas excepciones, siendo lo más extremos cuando la UIC considera de alta velocidad al Corredor Noreste de Estados Unidos, donde comparte vía con trenes de cercanías y de mercancías, o a los Mini-Shinkansen, antiguas líneas de vía estrecha adaptadas al ancho estándar y donde la velocidad máxima es de 130 km/h.
Por ello, las características de las mismas pueden ser muy heterogéneas, y en España van desde los 200 km/h de velocidad máxima del tramo Zaragoza-Huesca y Plasencia-Badajoz (aunque haya otras líneas o tramos «no AV» que superan esas velocidades), hasta los 310 km/h máximos de la línea de alta velocidad Madrid-Zaragoza-Barcelona-Frontera francesa, por lo que la comparación con el resto de países resulta compleja al contar algunos países como España con muchos tramos y kilómetros con velocidades menores a 250 km/h que se consideran «alta velocidad» según los criterios de algunos organismos o administraciones (que bien podrían considerarse «altas prestaciones»).

## Historia

### Los inicios
El 7 de junio de 1966, durante una serie de ensayos de la locomotora 2000-T de Talgo especial para remolcar el Talgo III, se alcanzan los 202 km/h en el trayecto entre Sevilla y Los Rosales (Sevilla): era la primera vez que en España se circulaba a esa velocidad, aunque tuvieron que pasar muchos años más para que la alta velocidad se consolidase, cosa que no ocurrió hasta los años 1990.
Varios años después de este ensayo, el 20 de mayo de 1972, la locomotora 3005-T de Talgo-Krauss-Maffei, bautizada como «Virgen de la Bien Aparecida», alcanzó los 222 km/h en la línea Madrid-Barcelona, entre las estaciones de Azuqueca de Henares (Guadalajara) y Meco (Madrid), constituyendo el récord mundial con tracción diésel.
En 1976, se comenzó a investigar en España con un tren derivado del ETR-401 Pendolino italiano, enmarcado en España dentro de la serie 443 de Renfe, del que solo se construyó una unidad que se "preserva" en Castejón (Navarra). Con este tren se llevó a cabo una serie de ensayos, siendo en uno de ellos el 6 de mayo del año 1987 en el que se alcanzarían los 206 km/h entre los puntos kilométricos 220 y 221 de la línea de Madrid a Alicante, en el tramo entre Villarrobledo (Albacete) y Minaya (Albacete).

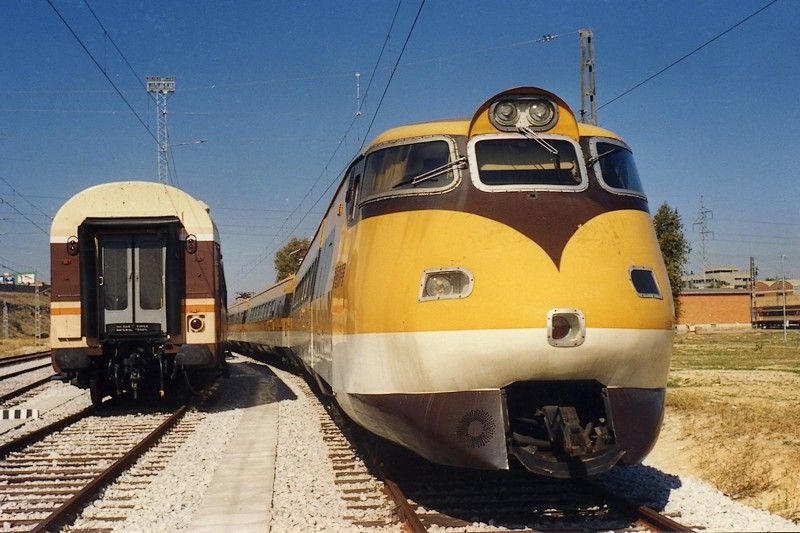
Un tren de la Serie 443 de Renfe «Platanito» en Aranjuez en 1990

Este tren se denominó popularmente «El Platanito» debido al color amarillo con el que estaba pintado y oficialmente Electrotrén 443, siendo considerado un "icono" de la modernización del ferrocarril en los años 1970 y 1980. Fue construido por la empresa Construcciones y Auxiliar de Ferrocarriles (CAF) bajo licencia de Fiat en 1976 y su destino era el de estudiar la pendulación activa en el ferrocarril, tecnología que permite aumentar la velocidad en trazados sinuosos. La construcción de dicho tren se debió a un acuerdo entre Fiat, RENFE y CAF; en Italia se construyó otro tren similar dentro de ese acuerdo. La primera línea que cubrió fue Gijón (Asturias) y Madrid, donde redujo la duración del viaje en dos horas, luego entre Madrid-Chamartín y Albacete y Madrid-Atocha con Jaén. Tras una breve parada, realiza pruebas de Madrid a Valencia, Vigo (Pontevedra), Gijón (Asturias) y Barcelona y es apartado de nuevo del servicio para aparecer poco después como tren turístico en las líneas ‘Murallas de Ávila’ y posteriormente ‘Doncel de Sigüenza’.

### La alta velocidad llega a España: nace el Renfe AVE

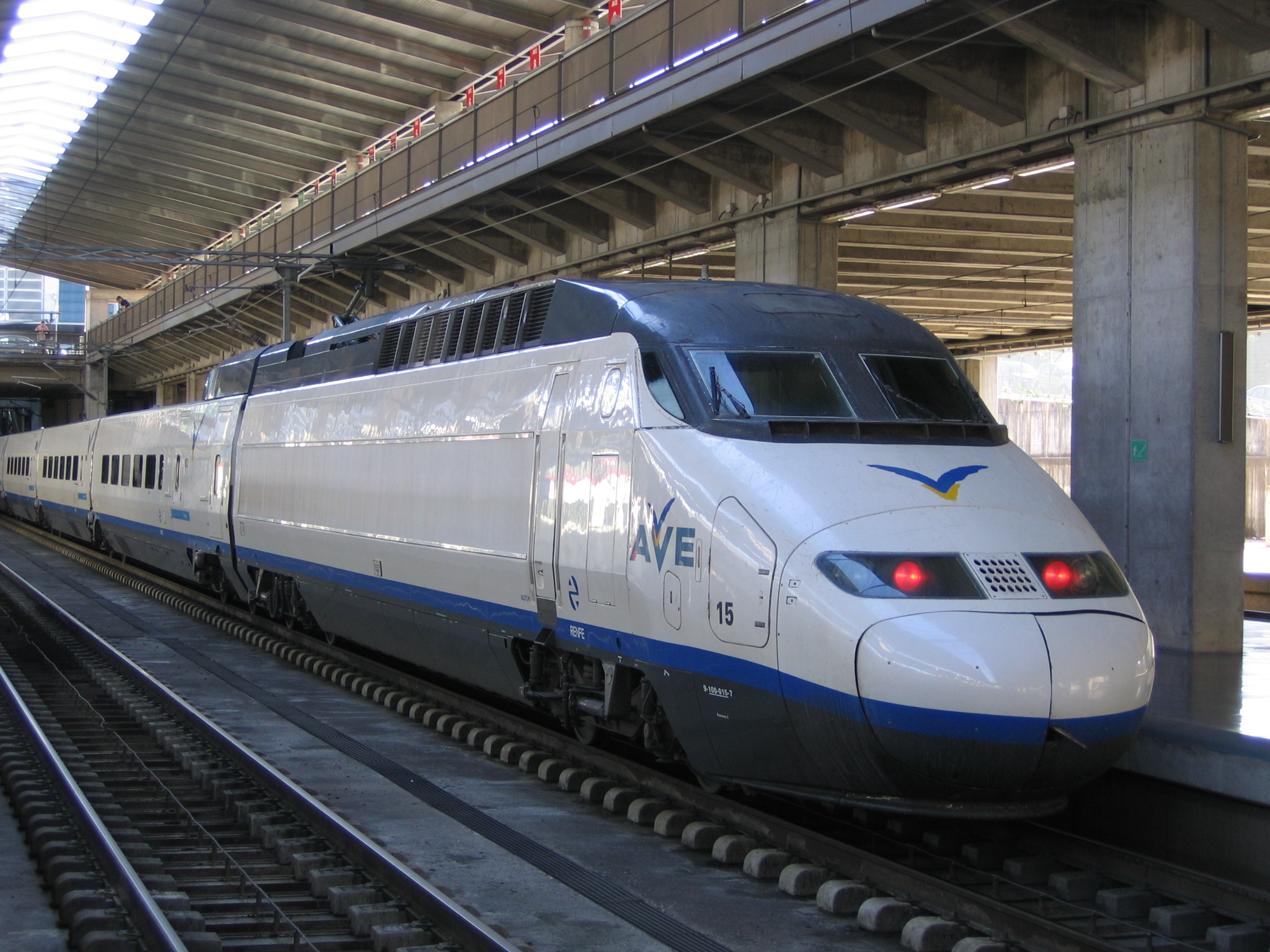
Tren AVE S-100 en la estación de Córdoba

En 1981 se inauguró en Francia la primera línea de TGV y comenzaron a proyectarse las primeras líneas de alta velocidad en Europa. En España la primera línea escogida para ser realizada en alta velocidad fue el Nuevo Acceso Ferroviario a Andalucía, línea entre Getafe (Madrid) y Córdoba de la que ya se habían iniciado algunos trabajos de construcción. Tenía como objetivo ser alternativa de alta capacidad al congestionado paso de Despeñaperros, de vía única.
En 1988 se decidió que la nueva red de alta velocidad tendría ancho de vía estándar, también llamado internacional o UIC, al igual que el resto de Europa, pero incompatible con el ancho ibérico de España. Al no poder continuar los trenes por la red ya existente, la primera línea tuvo que alargarse hacia Madrid por un lado y Sevilla por el otro, coincidiendo con la Exposición Universal de Sevilla de 1992.
En diciembre de 1988 el Gobierno de España adjudicó el llamado «contrato del siglo», valorado en 85 533 millones de pesetas, convocado por Renfe para modernizar su material rodante mediante la adquisición de 24 trenes de alta velocidad y 75 locomotoras de gran potencia. El Gobierno decidió repartir el contrato: los trenes serían suministrados por la compañía francesa Alsthom (series 100 y 101 de Renfe), mientras que la alemana Siemens AG se encargaría de las locomotoras (serie 252 de Renfe).
El «contrato del siglo» incluía acuerdos para la fabricación en España de al menos el 80 % del material, así como para la reordenación de la industria ferroviaria nacional y el mantenimiento de las factorías y talleres de Barcelona, Valencia, Madrid y Alcázar de San Juan (Ciudad Real). Mediante estos acuerdos industriales, Alsthom debía hacerse con el control de los fabricantes españoles Macosa, MTM y Ateinsa —estos dos últimos propiedad del Estado a través del Instituto Nacional de Industria (INI)—. Además, debía mantener un nivel de subcontratación con el fabricante privado CAF por un valor de unos 15 000 millones de pesetas.
Tras cinco años de obras, los 471 km de la línea de alta velocidad Madrid-Sevilla fueron inaugurados oficialmente el 14 de abril de 1992. Esta nueva infraestructura, la primera línea construida en España para trenes de alta velocidad en ancho estándar, fue diseñada para permitir velocidades máximas de hasta 300 km/h, y su coste global (incluyendo el material) alcanzó los 450 000 millones de pesetas. Su explotación comercial por parte de la empresa pública estatal Renfe, bajo la marca «AVE» (Alta Velocidad Española), comenzó el 21 de abril coincidiendo con la apertura de la Exposición Universal de Sevilla. La línea discurre entre las estaciones de Madrid-Puerta de Atocha y Sevilla-Santa Justa, con paradas intermedias en Ciudad Real, Puertollano (Ciudad Real) y Córdoba. Para dar servicio además a otras ciudades fuera de la línea de alta velocidad, pero aprovechando esta en lo posible, en mayo de 1992 comenzaron a circular trenes Talgo entre Madrid y Málaga (rebautizados en 1993 como «Talgo 200», y extendidos también a Cádiz, Huelva, Granada o Algeciras (Cádiz)), los cuales gracias a su tecnología de cambio de ancho son capaces de circular tanto por la línea de alta velocidad en ancho estándar como por las líneas convencionales en ancho ibérico, logrando importantes rebajas en los tiempos de viaje.
En su estreno el 21 de abril de 1992, la velocidad comercial máxima de los primeros trenes AVE de la serie 100 de Renfe fue de 250 km/h, permitiendo un tiempo de viaje entre Madrid y Sevilla de dos horas y 45 minutos, estando previsto ir aumentando la velocidad de forma progresiva. Así, el 18 de octubre de 1992 Renfe anunció el incremento de la velocidad punta hasta los 270 km/h, logrando reducir el tiempo de viaje Madrid-Sevilla a dos horas y media, e introdujo nuevos servicios de alta velocidad desde Madrid hasta Ciudad Real y Puertollano bajo la marca AVE Lanzadera (antecedente de los actuales Avant). El 23 de abril de 1993 se alcanzó el récord de velocidad de los trenes AVE con 356,8 km/h, lo que permitió que el 12 de septiembre de 1994 se iniciase la explotación comercial a 300 km/h en los trenes AVE de larga distancia con una duración de dos horas y quince minutos.

### Extensión de la alta velocidad
En 1987 comenzaron los proyectos para reformar el Corredor Mediterráneo y dotarlo de doble vía en toda su extensión, proyecto del que en 1996 se inaugurarían los primeros tramos de alta velocidad, situados entre Vandellós (Tarragona) y Oropesa del Mar (Castellón), permitiendo circular al tren a 200 km/h en una infraestructura apta para esa velocidad.
En el verano de 1997 entró en servicio comercial el tren Euromed, un tren de alta velocidad de ancho ibérico, que cubre la línea entre Barcelona y Alicante pasando por Tarragona, Castellón de la Plana y Valencia. Al Euromed se le sumaría en 1999 el Alaris, circulando entre Madrid y Valencia vía Albacete a una velocidad máxima de 200 km/h. El 17 de mayo de 2006 entran en servicio los Alvia, unos trenes capaces de operar en ancho estándar y en ibérico, y de cambiar de ancho sobre la marcha. Estos trenes recortan el tiempo de viaje entre Madrid y varias ciudades del norte de España, como Bilbao (Vizcaya), Vitoria (Álava), Santander (Cantabria) y Gijón (Asturias).

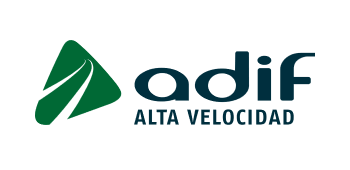
Adif-Alta velocidad, empresa creada en 2013 para la administración de la infraestructura ferroviaria de alta velocidad española.

La construcción de las líneas se realiza con base en siete corredores ferroviarios, cada uno de ellos abarca un área geográfica determinada y la mayoría tienen a Madrid como su punto de inicio. Cada corredor se divide a su vez en líneas de alta velocidad (LAV). Gran parte de las líneas comenzaron su construcción en los años 2000 y de manera simultánea. Casi todas estas actuaciones se recogieron en el Plan Estratégico de Infraestructuras y Transporte (PEIT), que planificaba las infraestructuras de España entre 2005 y 2020. Aprobado en julio de 2005 por el primer gobierno de Zapatero, el PEIT recogía inversiones de hasta 83  450 millones de euros (un 33,5 % del total) para extender la alta velocidad a todo el territorio (pasando de 1000 km a 10 000 km de red). Sustituía al PEIT 2000-2007, menos ambicioso en cuanto a inversiones ferroviarias.
En el marco de la crisis económica (2008-2014), los objetivos de reducir el déficit público retrasaron el proyecto o la ejecución de algunos tramos de AVE. Para minimizar el impacto de la reducción de presupuesto sobre los objetivos marcados en el PEIT, el gobierno de España ha buscado fórmulas de financiación público-privada. Buscando incluso la presentación del proyecto a inversores extranjeros de capital riesgo, para hacerles interesantes las inversiones en la red de alta velocidad, actual y futura.
Desde 2010 España cuenta con la segunda mayor red de alta velocidad ferroviaria en el mundo, con 3967 km en 2021, superando a países pioneros en la alta velocidad, como Japón o Francia, y solo por detrás de China.
En julio de 2013 el accidente ferroviario de Santiago de Compostela se convierte con sus 80 muertos en la mayor tragedia ferroviaria de la alta velocidad en España.

### Aparición de la competencia a Renfe AVE

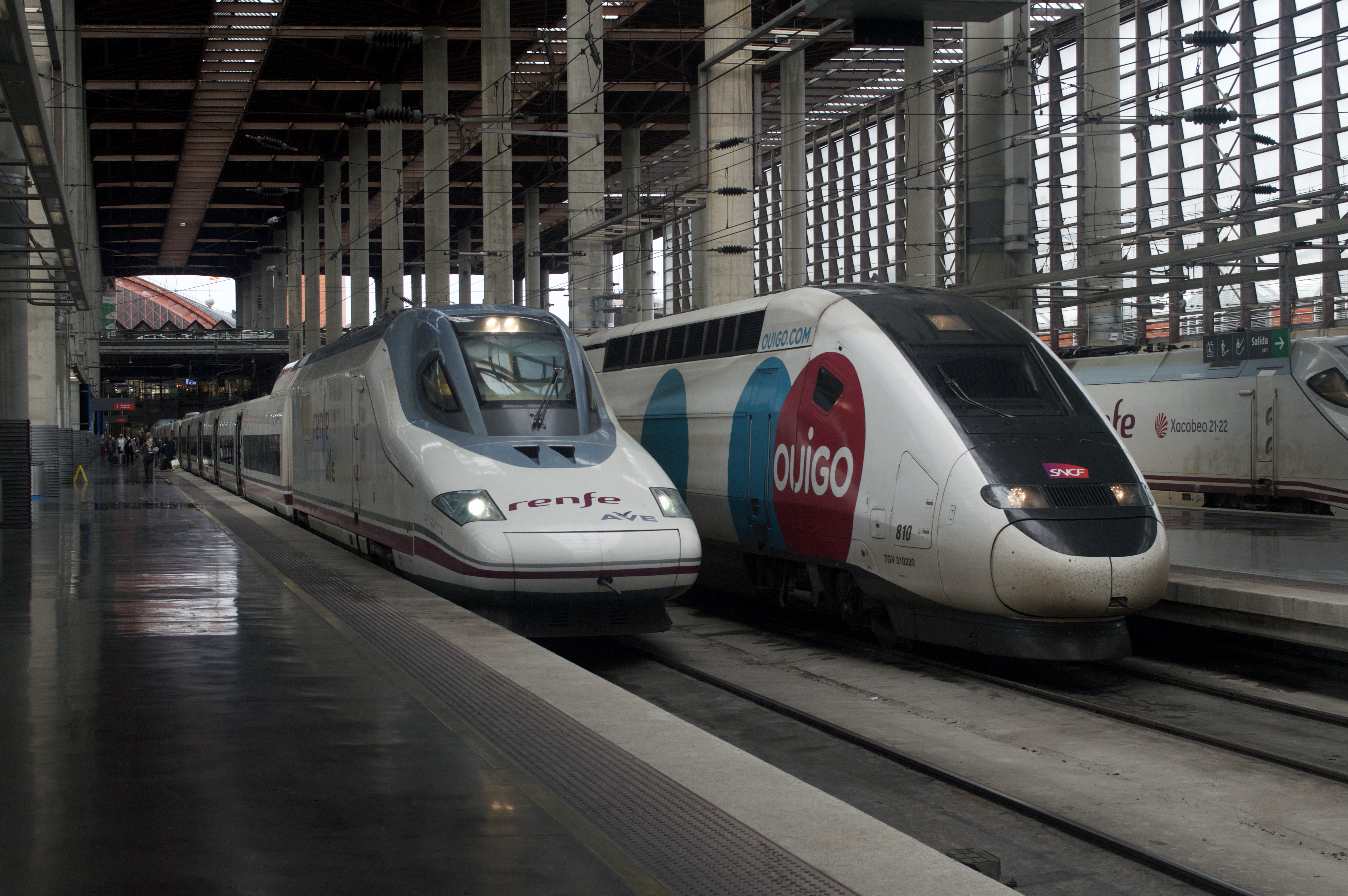
Dos trenes de alta velocidad, de AVE y de Ouigo, en la estación de Puerta de Atocha

En 2013, la red ferroviaria española se unió a la francesa a través de la línea de alta velocidad internacional Perpiñán-Figueras, permitiendo el uso de la red por parte de trenes de alta velocidad de otras compañías, como los TGV de SNCF. Sin embargo, la competencia a Renfe sería muy escasa, controlando esta compañía la práctica totalidad del mercado de viajeros.
En mayo de 2021 los servicios low-cost de la empresa francesa SNCF, los trenes de alta velocidad Ouigo, comienzan a operar en la LAV Madrid-Barcelona, siendo el primer competidor de Renfe AVE. Como respuesta, Renfe creó los servicios Avlo, trenes de alta velocidad low-cost. La gran aceptación por parte del público de estos servicios llevó a ambas compañías a iniciar un proceso de expansión, incluyendo destinos como Valencia y Sevilla. Además, en 2022 aparece un tercer competidor, los trenes de alta velocidad de origen italiano Iryo, con un servicio no low-cost, sino de alta gama. La coexistencia de tres compañías ferroviarias (Renfe-Operadora, Ouigo España e ILSA) supone un ejemplo de la liberalización del transporte de pasajeros en España, proceso iniciado a partir de 2020 de la mano de Adif-Alta velocidad.

## Construcción de los corredores

### Corredor Atlántico

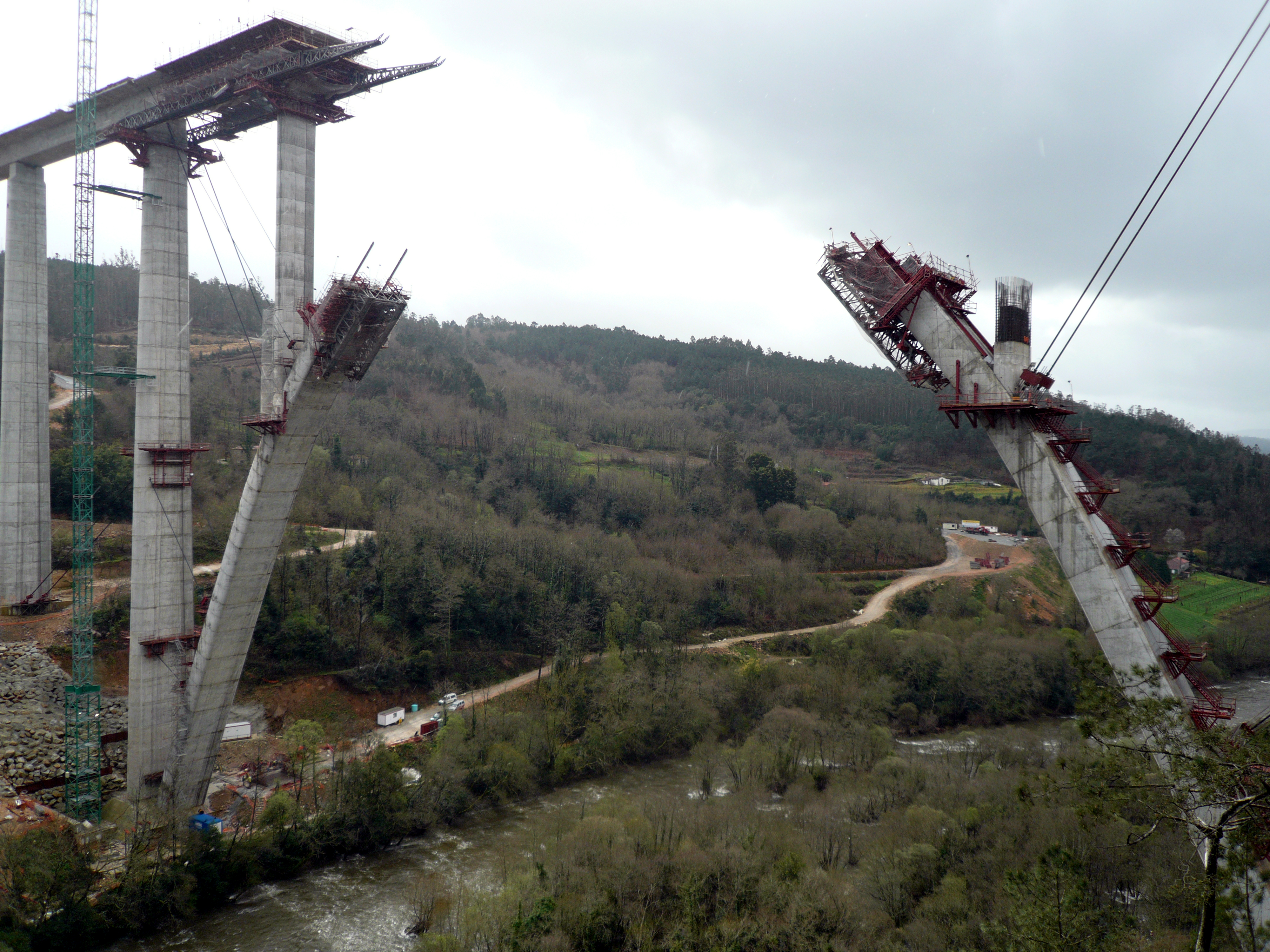
La complicada orografía del noroeste peninsular dificultó el diseño de los trazados ferroviarios, teniéndose que construir numerosos túneles y viaductos, como este sobre el río Ulla

En la línea de alta velocidad Madrid-Valladolid empiezan en 2002 las obras de túnel de Guadarrama para salvar el Sistema Central. Abierto junto a la línea en 2007, sería una de las mayores obras de ingeniera del país y daría origen al Corredor Atlántico. Dicho Corredor contiene a las líneas del norte de España: la LAV Madrid-Galicia, formada por el Eje Atlántico gallego y finalizada en su totalidad en 2021; la LAV Valladolid-León, concluida en 2015 y que permite acceder a la LAV León-Asturias, parcialmente abierta en 2023. Existe también la LAV Palencia-Santander, aún en proyecto. Una de las conexiones más esperadas, la de España con Francia mediante la parte oeste de los Pirineos, se elabora con base en la LAV Venta de Baños-Burgos-Vitoria, parcialmente construida hasta Burgos en 2022, y que se conectará con la Y vasca o TAV, línea exclusiva del País Vasco con una obras prolongadas desde 2006.

### Corredor Noreste

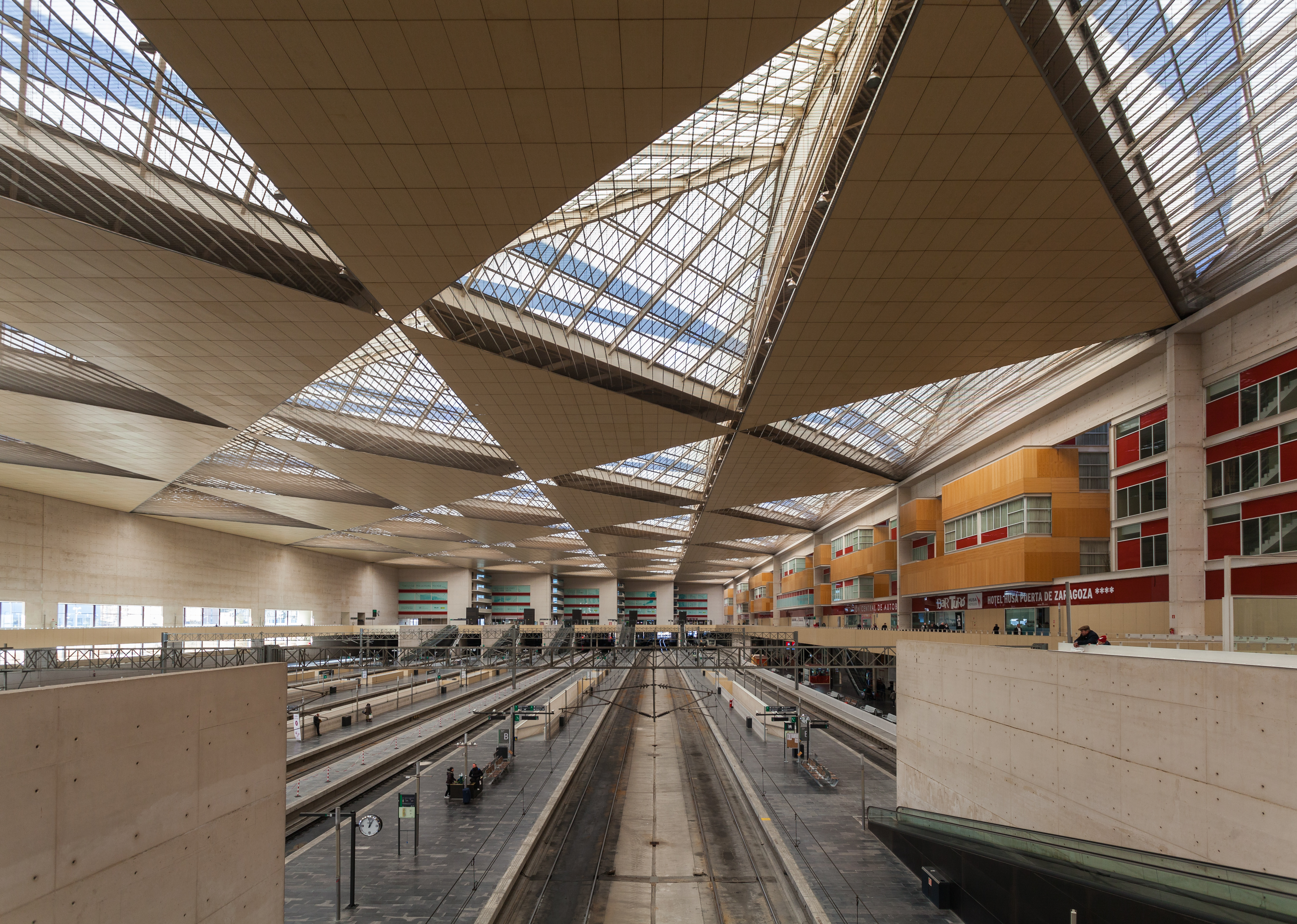
Estación de Zaragoza-Delicias, inaugurada en 2003

Uno de los principales corredores es el Corredor Noreste, que incluye una línea; la LAV Madrid-Zaragoza-Barcelona-Frontera francesa y un ramal Zaragoza-Huesca (2003). Dicha línea es la principal en cuanto a número de viajeros y fue inaugurada por tramos entre 2003 y 2008. Entró en servicio el 11 de octubre de 2003 con el AVE Larga Distancia Madrid-Zaragoza-Lérida, que conectaba estas ciudades junto a Guadalajara-Yebes (Guadalajara) y Calatayud (Zaragoza). En febrero de 2008 el AVE llega a Barcelona provocando un considerable aumento del número de pasajeros debido a los bajos tiempos de viaje, de dos horas y media el trayecto directo. En 2013 la línea se culmina al alcanzar Gerona y la frontera francesa. En esta línea en abril de 2005 comienza a circular el primer Talgo S-102, que realizó el servicio AVE Larga Distancia Madrid-Zaragoza-Huesca. La velocidad inicial del servicio era de 200 km/h, en 2006 se aumenta a 250 km/h gracias a la entrada en funcionamiento del ERTMS con ETCS de nivel 1, un sistema de conducción automática de los trenes compatible con las líneas francesas y del resto de Europa. En octubre de ese año se aumenta la velocidad a 280 km/h y desde mayo de 2007 se alcanzan los 300 km/h. El 11 de diciembre de 2011 entra en servicio el nivel 2 de ETCS entre Madrid y Lérida y se autorizan los 310 km/h en 60 km del trazado en la provincia de Guadalajara.
El 19 de diciembre de 2010 se producía un hecho histórico para la alta velocidad española, al conectar a Barcelona con París en siete horas y 25 minutos, incluyendo trasbordo —cambiando de andén— en la estación de Figueras (Gerona)-Vilafan. Este hito se produjo al llegar trenes de ancho internacional (TGV, trenes franceses de alta velocidad) procedentes de la frontera y hacer un trasbordo a trenes convencionales con destino a Gerona y Barcelona, salvando por primera vez los Pirineos por la parte catalana y su túnel del Pertuis. Desde el 9 de enero de 2013 el trayecto Barcelona-París se realiza sin trasbordo en trenes TGV.

### Corredor Este

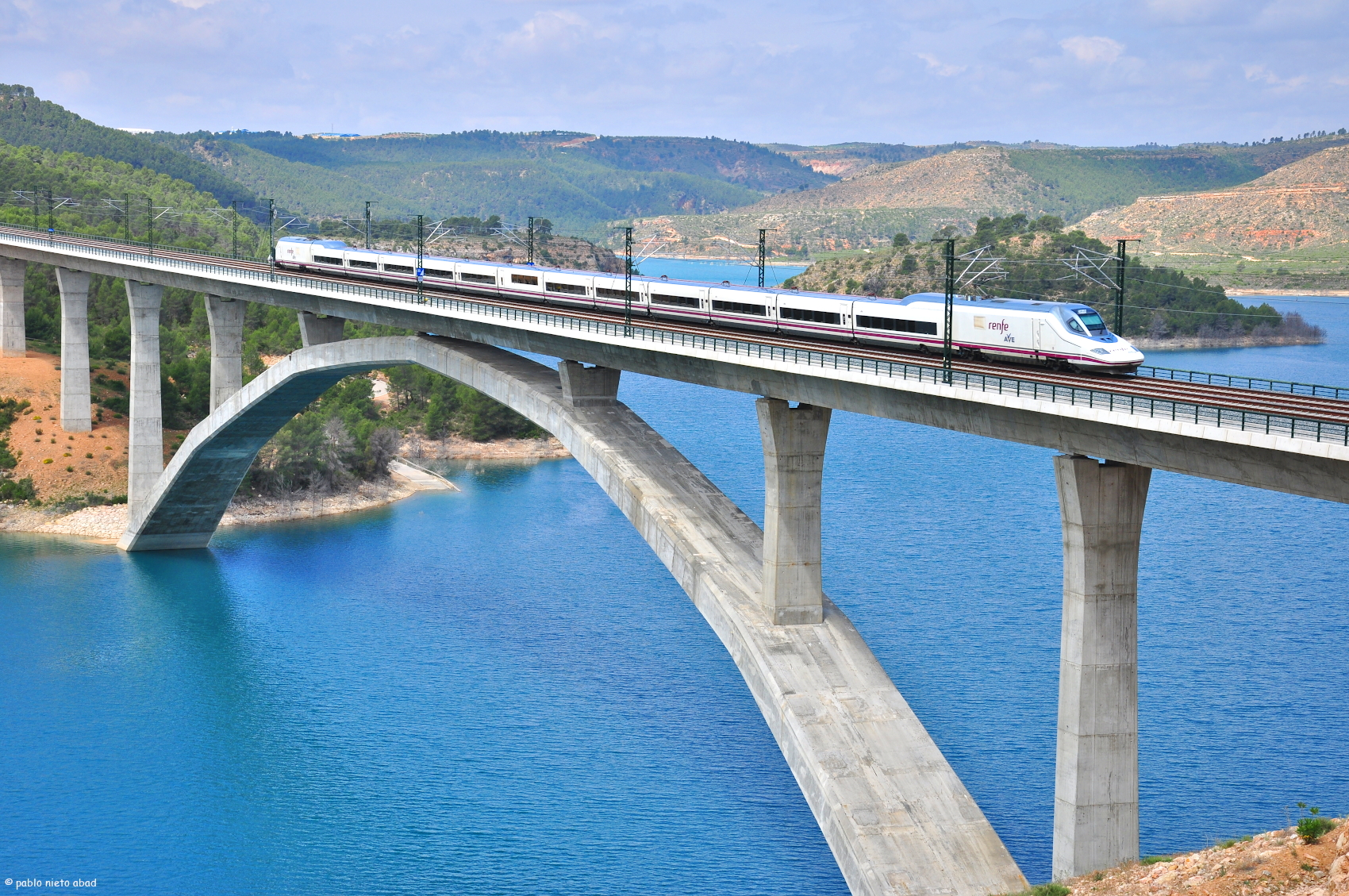
AVE S-112 sobre el Viaducto de Contreras (Cuenca)

El corredor Este o Madrid-Levante se concluyó en 2022 y conecta Madrid con Castilla-La Mancha, la Comunidad Valenciana y la Región de Murcia. El 15 de diciembre de 2010 se inaugura el primer tramo, desde Madrid a Albacete pasando por Cuenca. Pocos días después, el 18 de diciembre, abre el tramo Cuenca-Valencia. Sería el primer ramal de dicha línea e incluye la única parada de Requena-Utiel. El segundo ramal alcanza Alicante en junio de 2013, con parada en Villena. En 2021 se inicia el tercer ramal con la inauguración del AVE a Elche y Orihuela. La línea se concluiría en 2022 con la apertura del tramo Orihuela-Murcia. Hay que destacar que esta línea se completa con tramos del Corredor Mediterráneo, como el de Valencia a Castellón (2018), el Valencia-Alicante (2025) o la LAV Murcia-Almería (2026).

### Corredor Mediterráneo
El Corredor Mediterráneo en España es el término bajo el cual se denomina un conjunto de líneas ferroviarias transeuropeas que son la parte española del Corredor Mediterráneo europeo y que se sitúan en el este de España. Están destinadas al transporte de pasajeros y mercancías y discurren principalmente en paralelo a la costa mediterránea. Su recorrido cubre las comunidades autónomas de Cataluña, la Comunidad Valenciana, la Región de Murcia y Andalucía. Debido a su conexión con las líneas de alta velocidad europeas y su interoperabilidad con los principales puertos españoles, constituye uno de los ejes ferroviarios más importantes a nivel económico y comercial del país.

### Corredor Cantábrico-Mediterráneo
El Corredor Cantábrico-Mediterráneo se presentó en 2009 y promete conectar el noroeste peninsular (País Vasco, Navarra y La Rioja) con el Mediterráneo. Se halla en proyecto, con algunos tramos en obras como la LAV Zaragoza-Castejón-Pamplona/Logroño y la LAV Miranda del Ebro (Burgos)-Logroño. Depende también del TAV vasco, con el que estará conectado. El tramo menos avanzado es el Zaragoza-Teruel-Valencia, prácticamente descartado.

### Corredor Sur

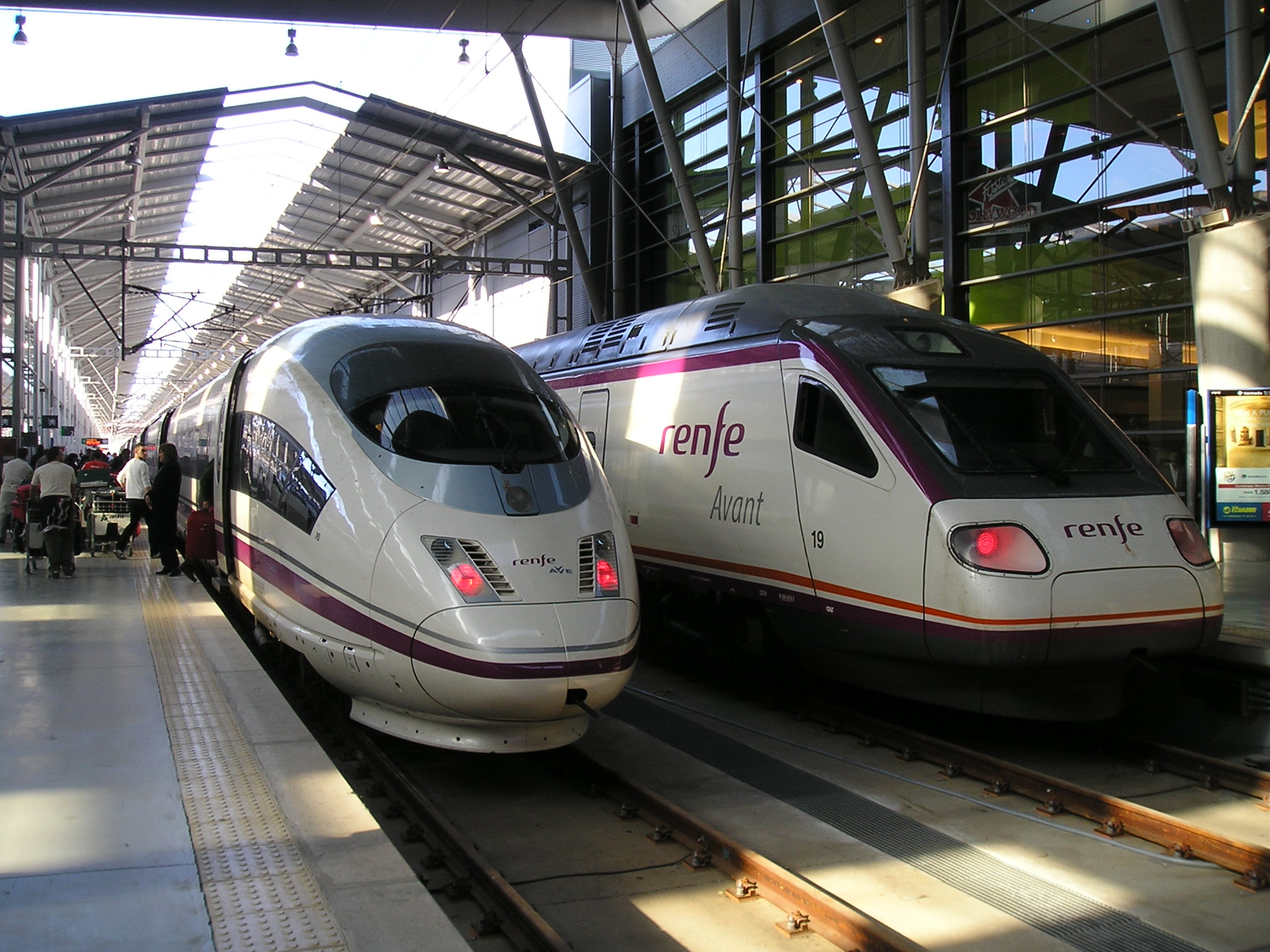
Siemens Velaro, Serie 103, en la Estación de Málaga-María Zambrano

El 14 de abril de 1992 ocurre la apertura de la Línea de Alta Velocidad Madrid-Sevilla, la primera de todas las LAV españolas y que conectó gran parte del sur peninsular (Ciudad Real, Puertollano, Córdoba y Sevilla). El resto de líneas del Corredor Sur partirían de esta línea. De este modo, el 16 de diciembre de 2006 se abre el tramo Córdoba-Antequera (Málaga) de la LAV Córdoba-Málaga, que incluye las estaciones de Puente Genil-Herrera y Antequera-Santa Ana. Esto permitió un recorte del tiempo en los viajes entre Madrid y Algeciras (Cádiz) y además surgió la posibilidad de crear un nuevo itinerario hacia Granada. El 23 de diciembre de 2007 se inauguró el tramo que quedaba de la LAV Córdoba-Málaga hasta Málaga desde Antequera. Así mismo, en 2015 abrió la LAV Sevilla-Cádiz tras una reforma integral del tendido previo, estando todavía en ancho ibérico.
La LAV Antequera-Granada se finalizó en junio de 2019. Suponía el primer tramo abierto del Eje ferroviario transversal de Andalucía, que desde Huelva pretende alcanzar Almería por el centro de Andalucía. Existe un proyecto de eje ferroviario oeste-este en el sur de Andalucía, el denominado Corredor de la Costa del Sol, aunque su futuro no pasa apenas de ser un proyecto.
En diciembre de 2004 se inaugura el servicio Avant Sevilla-Córdoba, cuyos trayectos duran unos 40 minutos con el nuevo material S-104, que también se introduce en el servicio Avant Madrid-Ciudad Real-Puertollano (Ciudad Real) (anterior AVE Lanzadera) en enero de 2005.

### Corredor Suroeste
La construcción de un nuevo acceso ferroviario de alta velocidad hasta Toledo de 21 km a modo de ramal de la LAV Madrid-Sevilla permite inaugurar el servicio Avant Madrid-Toledo en noviembre de 2005. El trayecto dura menos de 30 minutos. Esta línea supuso la eliminación del resto de los servicios ferroviarios que operaban en Toledo, incluso todos aquellos que conectaban a Toledo con las capitales de provincia de Castilla-La Mancha (Albacete, Cuenca, Ciudad Real). Para remediar esto, Renfe creó en 2022 una línea Avant Toledo-Atocha-Cuenca-Albacete.

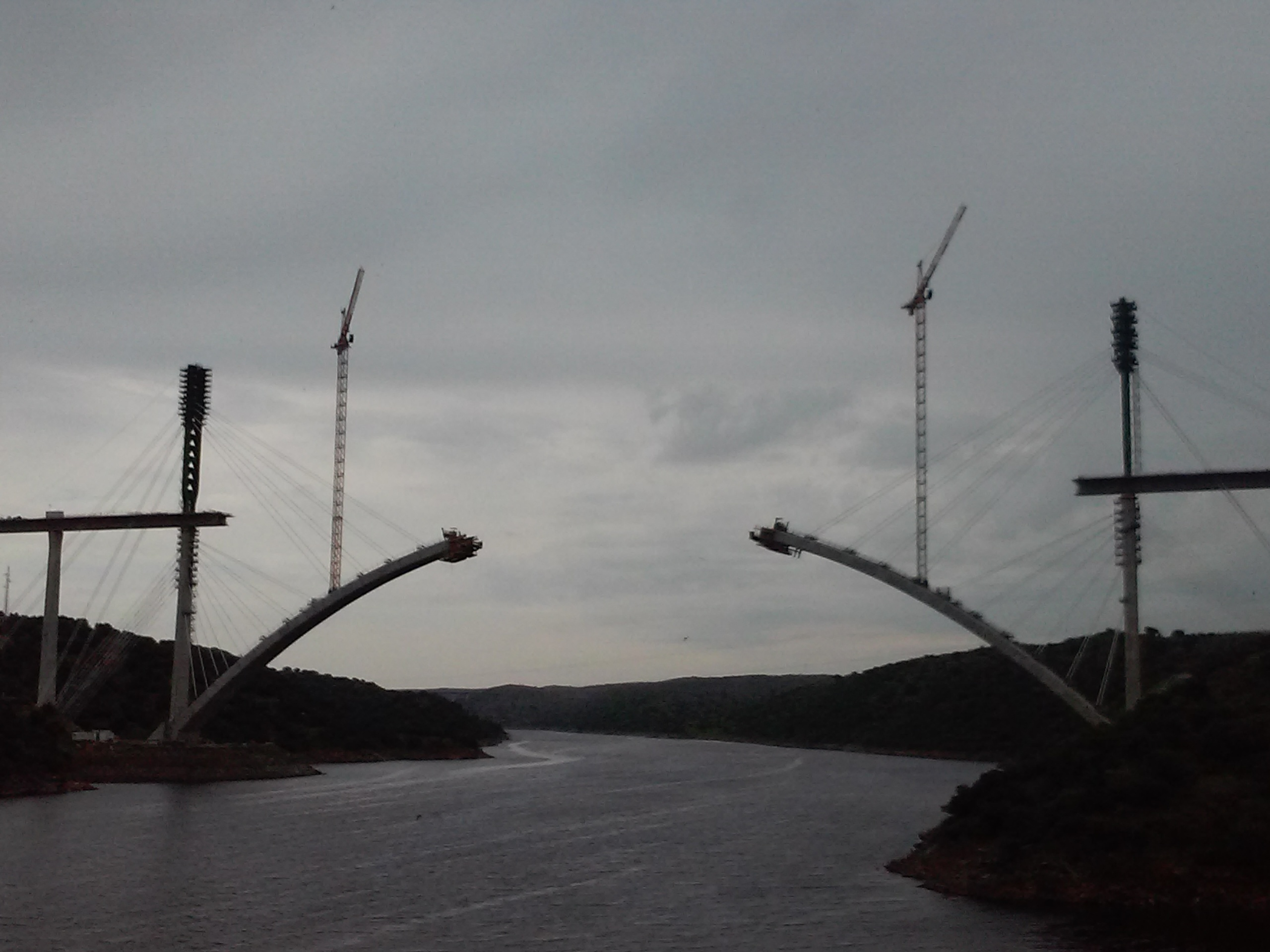
Viaducto de Alcántara, en construcción en 2015

El pequeño ramal que desde la LAV Madrid-Sevilla conecta con Toledo será el primer tramo de la línea de alta velocidad Madrid-Extremadura-Portugal. El tramo extremeño de dicha línea (Plasencia-Cáceres-Mérida-Badajoz), fue inaugurado con gran polémica en ancho ibérico en 2022. Sin embargo, la línea está lejos acabarse, con tramos aún en proyecto y con la necesidad de mejorar técnicamente el trazado ya operativo.
La conexión ferroviaria Madrid-Lisboa se realizará mediante esta línea, aunque su inauguración total es lejana (sobre 2030) y está sujeta a las negociaciones de ambos gobiernos. España y Portugal son los únicos países fronterizos de Europa sin conexión ferroviaria entre sus capitales.

### Túnel Atocha-Chamartín
El 1 de julio de 2022 abre el túnel de alta velocidad entre las estaciones madrileñas de Chamartín y Atocha, cuya puesta en servicio permitió la circulación transversal de trenes de alta velocidad por la península. Sus obras se prolongaron durante más de una década. Este es un proyecto estratégico de unión de todas las líneas de alta velocidad a través de Madrid, sin necesidad de transbordos, convertido en «el nervio central de España» en cuanto a transporte de pasajeros.

### Conexión con Madrid-Barajas
El 4 de junio de 2007, en los medios de comunicación españoles se publicaba que la Comunidad de Madrid pretendía realizar un par de líneas de tren de levitación magnética, que unieran el aeropuerto de Adolfo Suárez Madrid-Barajas con la zona de Campamento, al oeste de la ciudad, así como desde Alcalá de Henares (Madrid) hasta Chamartín en pocos minutos.
En 2021 el MITMA da el visto bueno a la construcción de una pequeña LAV entre la terminal 4 del aeropuerto de Barajas y los andenes de alta velocidad de la estación de Chamartín (lo que también permite la conexión con el resto de España mediante el túnel Atocha-Chamartín). Para ello se reformarán los túneles de la línea C-1 de Cercanías Madrid. Las obras se adjudicaron en 2023, previendo su fin en 2025.

## Cronología de apertura de tramos y líneas
- 1992: en abril se inaugura la totalidad de la LAV Madrid-Sevilla, dando servicio a Ciudad Real, Puertollano y Córdoba.[80]
- 2003: 
  - en octubre abre el tramo Madrid-Zaragoza-Lérida de la LAV Madrid-Cataluña-Francia.[48]
  - en diciembre se inaugura el ramal de la LAV Madrid-Cataluña-Francia que conecta Zaragoza con Tardienta y Huesca.[47]
- 2005: en noviembre comienza a operar un ramal de la LAV Madrid-Sevilla hasta Toledo, dicho ramal sería el primer tramo de la LAV Madrid-Extremadura.[69]
- 2006: 
  - el 16 de diciembre se abre el primer tramo de la LAV Córdoba-Málaga, desde Córdoba a Antequera, que incluye también la estación de Puente Genil-Herrera.
  - el 18 de diciembre se inaugura el tramo Lérida-Tarragona de LAV Madrid-Cataluña-Francia.[50]
- 2007: 
  - el 22 de diciembre abre la LAV Madrid-Segovia-Valladolid, entrando en funcionamiento el túnel de Guadarrama y dando paso a los servicios AVE al norte de España.[81]
  - el 23 de diciembre se culmina la LAV Córdoba-Málaga y la alta velocidad llega desde Antequera a Málaga.[82] Inauguración en 2007 de la LAV Madrid-Segovia-Valladolid en Valladolid, con el presidente Rodríguez Zapatero apoyado en un tren S-102

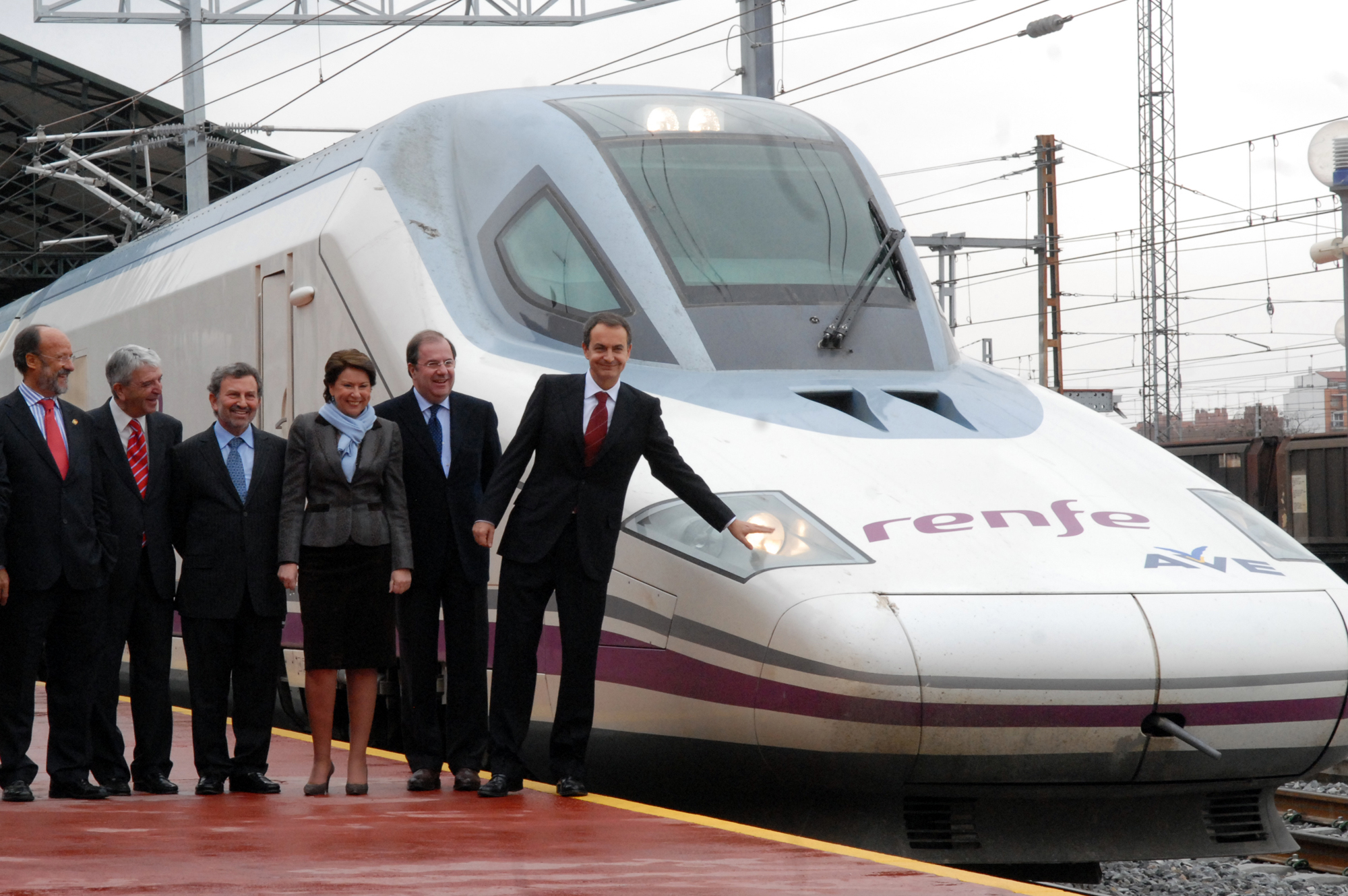
Inauguración en 2007 de la LAV Madrid-Segovia-Valladolid en Valladolid, con el presidente Rodríguez Zapatero apoyado en un tren S-102

- 2008: en febrero se concluye el tramo Tarragona-Barcelona de la LAV Madrid-Cataluña-Francia.[49]
- 2010: entre el 15 y el 23 de diciembre se inaugura la mayor parte de la LAV Madrid-Levante, dando servicios AVE a Cuenca, Albacete, Requena (Valencia), Utiel (Valencia) y Valencia.[53][52]
- 2011: se abrió parte del Eje Atlántico; línea de alta velocidad en Galicia aislada del resto de la red nacional, conectando Orense, Santiago de Compostela (La Coruña) y La Coruña.[83]
- 2013: 
  - en enero la LAV Madrid-Frontera francesa finalizó su construcción al inaugurarse el tramo Gerona, Figueras (Gerona) y la frontera francesa.[84]
  - en junio la LAV Madrid-Levante alcanza Villena (Alicante) y Alicante.[54]
- 2015: 
  - en marzo se finalizó el Eje atlántico al completarse el tramo que une Vigo (Pontevedra) y Pontevedra con la vía de alta velocidad existente desde 2011 entre Santiago de Compostela (La Coruña) y La Coruña.[40]
  - en septiembre se abre la línea de alta velocidad Valladolid-León, a Palencia y León.[42]
  - en octubre se terminó la reforma de la línea de altas prestaciones entre Sevilla y Cádiz.[85]
  - en diciembre se termina el tramo Olmedo (Valladolid)-Zamora de la LAV Olmedo-Galicia.[86] Esto también dio nuevos servicios a Salamanca aprovechando esta línea hasta Olmedo, reduciendo la duración del viaje.[cita requerida]
- 2018: en enero y gracias al Corredor Mediterráneo los servicios de alta velocidad llegaron a Castellón de la Plana.[57]

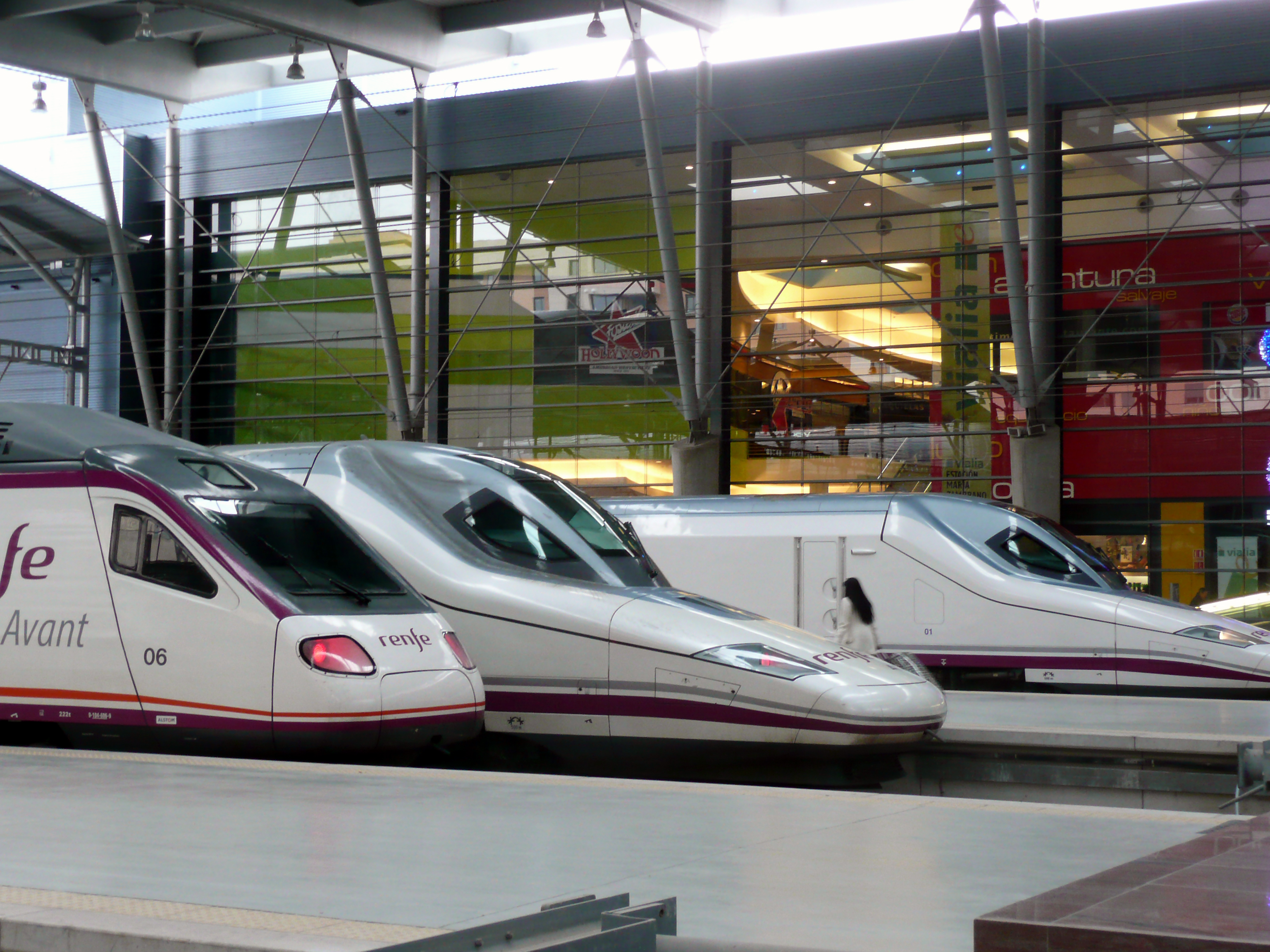
Trenes AVE S-102 y AVANT S-104 en la estación María Zambrano de Málaga

- 2019: en junio los servicios de alta velocidad entraron a Granada de la mano de la LAV Antequera-Granada.[67]
- 2021: 
  - en enero se inauguró el tramo Elche-Orihuela de la LAV Madrid-Levante.[55]
  - en diciembre entró en servicio la totalidad de la línea de alta velocidad Olmedo-Zamora-Galicia al inaugurarse su tramo Zamora-Orense.[41]
- 2022: 
  - el 1 de julio entró en funcionamiento el túnel Atocha-Chamartín (Madrid), permitiendo la conexión entre el norte y el sur del país.[76]
  - el 21 de julio se abrió el tramo Venta de Baños (Palencia)-Burgos de la LAV Venta de Baños-Burgos-Vitoria.[45]
  - en diciembre el tramo Orihuela (Alicante)-Murcia, culminando así la LAV Madrid-Levante.[56]
- 2023: el 29 de noviembre entró en funcionamiento la Variante de Pajares, tramo de la LAV León-Asturias.[43]
- 2025: 
  - se finalizarán las obras de reforma del túnel de cercanías que permitirá a trenes de alta velocidad transportarse desde el aeropuerto de Barajas a la estación de Chamartín.[79]
  - se finalizarán las obras de la segunda vía en ancho mixto (internacional e ibérico) entre Valencia y Castellón.[87]
- 2026: 
  - caducará el plazo dado por MITMA para la apertura de la LAV Murcia-Almería.[59]
  - apertura del tramo Valencia-Alicante como parte del Corredor Mediterráneo.[87]
  - se finalizarán las obras de la segunda vía en ancho mixto (internacional e ibérico) entre Tarragona y Castellón.[87]
- 2027:
  - culminación del AVE a su paso por la Comunidad Valenciana uniendo las tres capitales de provincia.[87]
  - entrará en funcionamiento el tramo entre León y La Robla con instalación de triple carril en la LAV León-Asturias.

## Rentabilidad económica, social y ambiental

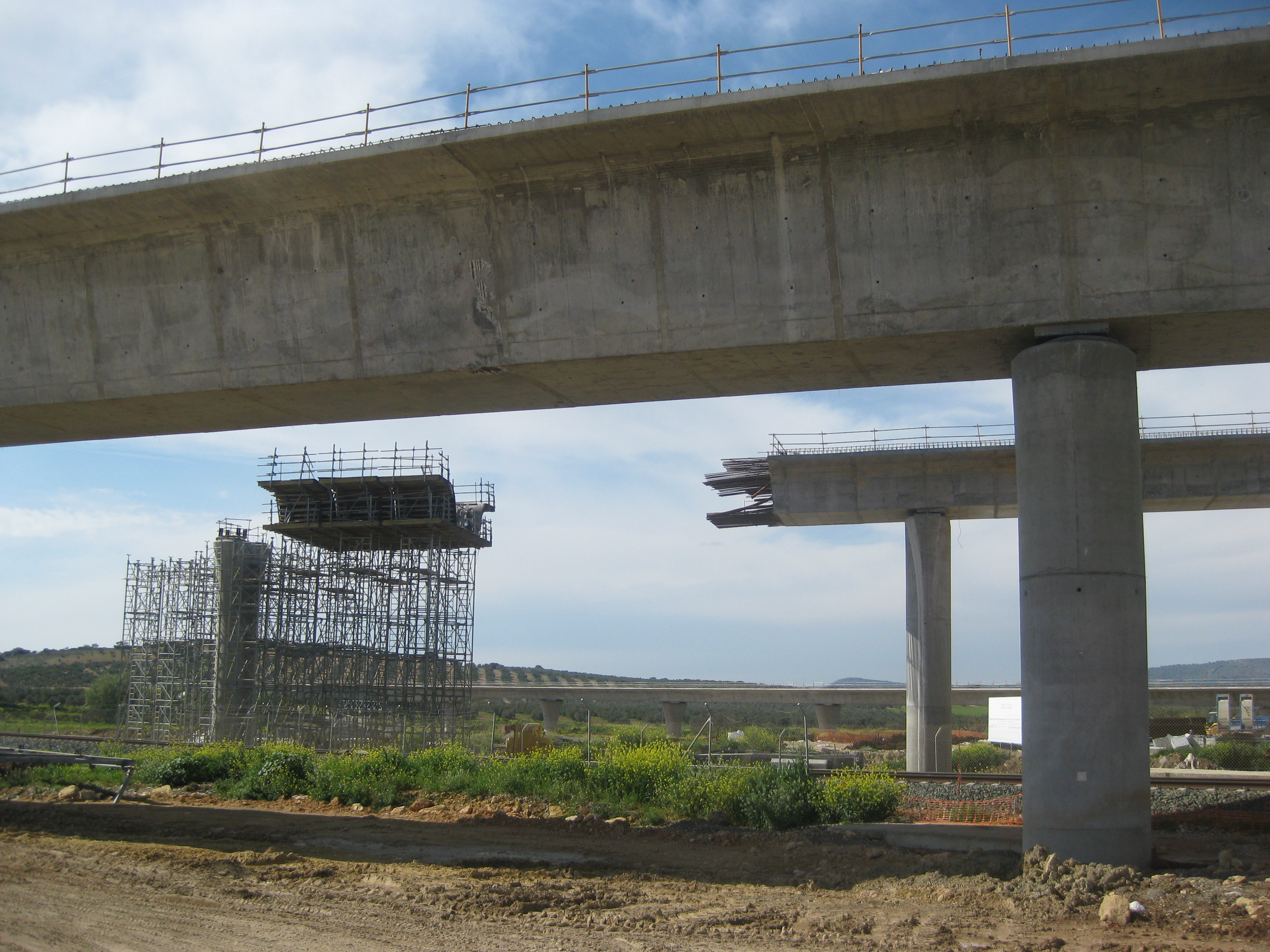
Construcción de la línea Antequera-Granada, abril de 2013

Las grandes inversiones realizadas para el desarrollo de infraestructuras y los trenes de fabricación nacional han permitido adquirir una experiencia en la elaboración, proyección, ejecución y explotación de proyectos que han ocasionado que otros países se hayan interesado por el modelo de alta velocidad español, como Estados Unidos, que mostró interés en la red ferroviaria de alta velocidad española como ejemplo para desarrollar la suya propia. La construcción de la red de alta velocidad ha supuesto un considerable esfuerzo económico para el país, por lo que su rentabilidad o valor socioeconómico es objeto de estudio. La Autoridad Independiente de Responsabilidad Fiscal (AIReF) publicó un estudio en 2020 donde dictaminaba que, a pesar de los beneficios aportados en tiempo de viaje y ahorro de costes y la rentabilidad positiva global, no podrá recuperarse la inversión y proponía desviar el dinero a otros servicios más necesitados y utilizados, en especial el servicio de Cercanías y Media Distancia. En 2020, la inversión realizada ascendía a 56 000 millones de euros de los 129 000 millones de euros proyectados. El ministro de Transportes, José Luis Ábalos, recalcó que se escucharían las recomendaciones de la AIReF.
Aunque la rentabilidad económica de construir y explotar este proyecto va en ascenso, puede suscitar alguna duda pendiente de demostrar al ciudadano. Comparando cifras de mantenimiento de infraestructuras, conservar un kilómetro de AVE cuesta 33 457 € (en euros de 2002 por km de vía sencilla), mientras que su rival tradicional, que es la autovía, tiene un coste de 42 000 €, según recoge la Asociación española de la carretera.
El AVE es rentable por primera vez en 2010: tuvo 2,5 millones de euros de beneficio. Los ingresos obtenidos se correspondieron, sobre todo, con los de tráfico, siendo el precio medio de un billete de un trayecto de 400 kilómetros en líneas de alta velocidad de 75 €, la tarifa media «más baja de Europa y la segunda, detrás de Corea, del mundo», destacó Serrano, ya que «la tarifa media en Francia es de 77,41 euros, en Italia de 83,58 euros, en Japón de 96,51 euros y en Alemania, la más cara, al alcanzar 137,88 euros».
Un estudio de la Fundación de los Ferrocarriles Españoles (FFE), publicado de forma reciente en la revista Transportation Research Record, que analiza diez corredores españoles con alta velocidad, da como conclusión que en siete de los casos, el pasajero que emite menos CO2 es el que viaja en alta velocidad, y en los otros tres ganaría el del tren convencional. Según Alberto García Álvarez, investigador de la FFE y autor del estudio anterior, «existen otros factores propios de la alta velocidad en España que reducen a la vez el gasto de energía (y la generación de emisiones de CO2)». Uno de ellos es la distancia a recorrer. En España la distancia media de las líneas de alta velocidad es un 12 % más corta que los mismos trayectos del tren convencional. Esto es bueno para reducir el consumo de energía, aunque el construir líneas más directas ha supuesto también un importante impacto ambiental (en movimiento de tierras y en gasto de energía) que no es tenido en cuenta en este tipo de comparaciones, siendo este uno de los puntos más criticados por detractores ambientales de la alta velocidad.

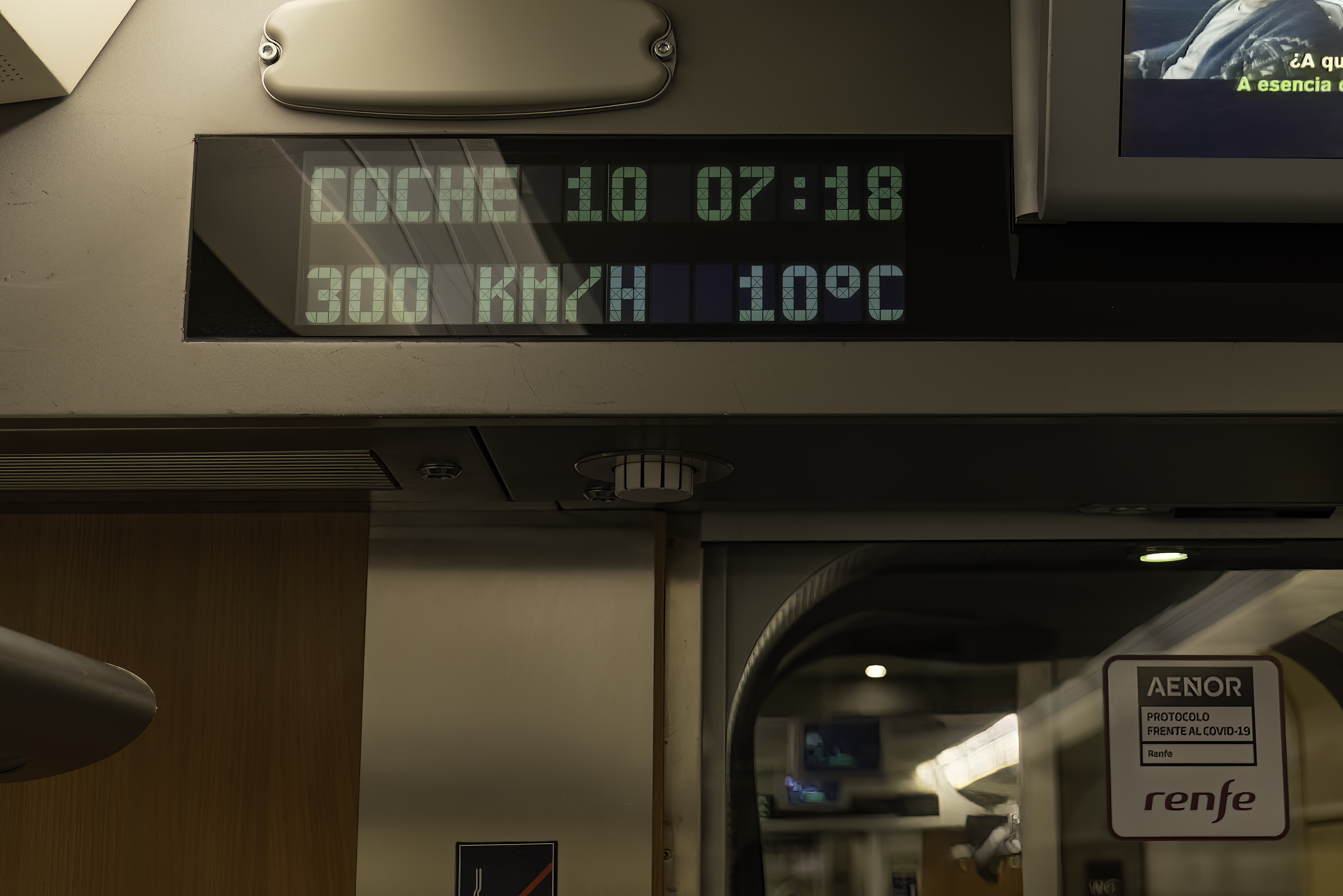
Indicador de velocidad (300 km/h) y temperatura exterior (10 °C) dentro de un vagón en la línea Madrid-Levante

Otras ventajas teóricas en eficiencia para los trenes de alta velocidad son que realizan menos paradas, que siguen una velocidad más homogénea, que tienen un diseño más aerodinámico, que suelen contar con una maquinaria más avanzada, que al ser más corto el viaje gastan menos en servicios auxiliares (calefacción, aire acondicionado...) y que pueden usar el freno regenerativo para devolver energía a la red eléctrica. Pero su eficiencia depende realmente de las plazas que vayan ocupadas.
La rentabilidad económica de una línea AVE es muy sensible al volumen de demanda existente en el corredor donde se construye la línea, a su capacidad de desviar tráfico de otros medios de transporte con fuertes externalidades y a la capacidad de pago de sus usuarios. Se podría ejemplificar esta afirmación, con el caso de una familia compuesta por tres personas que quieran viajar en AVE de Madrid a Valencia. Se gastaría de media unos 240 euros, una suma bastante alejada de lo que desembolsaría en coche: unos 30 euros. Un solo viaje en tren de 98 minutos de duración equivaldría en precio a ocho viajes de 234 minutos, en un coche particular. Para hacer esta comparación, se ha tenido en cuenta que cada persona tendría que pagar por un billete en AVE 80 euros (la tarifa más económica es 31,9 €), y en coche, viajando los tres miembros de la familia en un vehículo diésel, gastarían siete litros por cada 100 kilómetros recorridos de media. Ginés de Rus, catedrático de Economía Aplicada de la Universidad de Las Palmas de Gran Canaria, explica que hay que incluir un análisis del coste-beneficio de los proyectos de inversión pública, «y el problema central no es metodológico, sino de diseño institucional».
Ginés de Rus recuerda, además, el impacto medioambiental negativo que se produce al instalar una línea de alta velocidad, «desde el suelo que ocupa, el efecto barrera que produce en el territorio y la contaminación acústica, visual y atmosférica». Si se consiguiese desviar el tráfico de la carretera y el avión al AVE, quizá sí se conseguiría reducir la contaminación.
Otros sectores critican que es una «ruina para el Estado». Asimismo, a los seis meses de su inauguración, se suprimió el servicio directo entre Toledo-Albacete-Cuenca, por falta de clientes, sustituyéndolo por un servicio indirecto a través de Madrid-Atocha. «Las líneas de AVE que conectan Madrid con Valencia y Barcelona son importantes, pero lo es más la conexión entre Barcelona y Valencia», apuntó Joan Amorós, secretario general de Ferrmed, criticando el modelo radial del actual AVE. Según un artículo publicado en Revista de Economía Aplicada, «España escogió la combinación más costosa, la menos productiva, y la menos generadora de efectos de arrastre para la economía.»
A estas críticas se suma la multa que impuso la Comisión Nacional de los Mercados y la Competencia a un cártel de 15 empresas constructoras que durante 14 años se habían repartido los concursos de construcción y mantenimiento del AVE.
En 2011, el Tribunal de Cuentas de la Unión Europea criticó su organización radial, que se basa principalmente en hacer circular todas sus vías por la ciudad de Madrid, marginando otros proyectos, como el Corredor Mediterráneo.
El AVE se ha convertido en referencia mundial de gestión, proyección, desarrollo, explotación y puntualidad. La puesta en servicio de líneas de alta velocidad ha supuesto un importante trasvase de viajeros desde las líneas aéreas que cubren la misma ruta. En la actualidad la marca AVE es muy valorada a nivel internacional como proyecto modélico de implantación de la alta velocidad ferroviaria en un país. Representantes de países tales como Estados Unidos, China, Brasil o Noruega visitan España para informarse, asesorarse e implantar el modelo español, haciendo pública su satisfacción con el sistema, proyectos y la gestión del modelo en explotación español.

## Líneas de alta velocidad

### Líneas en proyecto, en construcción, en servicio y descartadas
En la siguiente tabla se encuentran todas las líneas de alta velocidad en España, desde las proyectadas hasta las que se encuentran en obras, en servicio o incluso descartadas.
Las fechas precedidas por un asterisco (*) son previsiones basadas en informaciones publicadas en medios digitales, en ningún caso se trata de fechas definitivas.
| Línea                                           | Ciudades que conecta                                   | Estado                | Entrada en servicio |
| Corredor Atlántico                              | Corredor Atlántico                                     | Corredor Atlántico    | Corredor Atlántico  |
| ----------------------------------------------- | ------------------------------------------------------ | --------------------- | ------------------- |
| LAV Olmedo-Zamora-Orense-Santiago de Compostela | Orense · Santiago de Compostela                        | En servicio           | 11/12/2011          |
| LAV Olmedo-Zamora-Orense-Santiago de Compostela | Olmedo · Medina del Campo · Zamora                     | En servicio           | 17/12/2015          |
| LAV Olmedo-Zamora-Orense-Santiago de Compostela | Bypass Olmedo                                          | En construcción       | *2026               |
| LAV Olmedo-Zamora-Orense-Santiago de Compostela | Zamora · Sanabria                                      | En servicio           | 26/10/2020          |
| LAV Olmedo-Zamora-Orense-Santiago de Compostela | Sanabria · La Gudiña · Orense                          | En servicio           | 21/12/2021          |
| Eje Atlántico de alta velocidad                 | La Coruña · Santiago de Compostela                     | En servicio           | 11/12/2011          |
| Eje Atlántico de alta velocidad                 | Vigo · Pontevedra · Santiago de Compostela             | En servicio           | 18/04/2015          |
| LAV Madrid-Segovia-Valladolid                   | Madrid · Segovia · Valladolid                          | En servicio           | 23/12/2007          |
| LAV Valladolid-Palencia-León                    | Valladolid · Palencia · León                           | En servicio           | 30/09/2015          |
| LAV León-Asturias                               | León · La Robla                                        | En construcción       | *2027-2028          |
| LAV León-Asturias                               | La Robla · Pola de Lena                                | En servicio           | 29/11/2023          |
| LAV León-Asturias                               | Pola de Lena · Oviedo · Gijón                          | Descartado            | -                   |
| LAV Palencia-Cantabria                          | Palencia · Reinosa                                     | En construcción       | *2033               |
| LAV Palencia-Cantabria                          | Reinosa · Santander                                    | En proyecto           | (sin fecha)         |
| LAV Venta de Baños-Burgos-Vitoria               | Venta de Baños · Burgos                                | En servicio           | 22/07/2022          |
| LAV Venta de Baños-Burgos-Vitoria               | Burgos · Miranda de Ebro · Vitoria                     | En construcción       | *2030-2031          |
| Y vasca                                         | Vitoria · Bilbao · San Sebastián                       | En construcción       | *2030               |
| Y vasca                                         | San Sebastián · Irún · Frontera Francesa               | En construcción       | *2040               |
| Corredor Noreste                                |                                                        |                       |                     |
| LAV Madrid-Zaragoza-Barcelona-Frontera francesa | Madrid · Guadalajara · Calatayud · Zaragoza · Lérida   | En servicio           | 11/10/2003          |
| LAV Madrid-Zaragoza-Barcelona-Frontera francesa | Lérida · Tarragona                                     | En servicio           | 19/12/2006          |
| LAV Madrid-Zaragoza-Barcelona-Frontera francesa | Tarragona · Barcelona                                  | En servicio           | 20/02/2008          |
| LAV Madrid-Zaragoza-Barcelona-Frontera francesa | Barcelona · Gerona · Figueras                          | En servicio           | 09/01/2013          |
| LAV Madrid-Zaragoza-Barcelona-Frontera francesa | Figueras · Frontera francesa · Perpiñán                | En servicio           | 19/12/2010          |
| LAV Zaragoza-Huesca                             | Zaragoza · Tardienta · Huesca                          | En servicio           | 23/12/2003          |
| Corredor Este                                   |                                                        |                       |                     |
| LAV Madrid-Valencia                             | Madrid · Cuenca · Requena-Utiel · Valencia             | En servicio           | 18/12/2010          |
| LAV Madrid-Alicante                             | Cuenca · Albacete                                      | En servicio           | 15/12/2010          |
| LAV Madrid-Alicante                             | Albacete · Villena · Alicante                          | En servicio           | 18/06/2013          |
| Corredor Mediterráneo                           |                                                        |                       |                     |
| Corredor Mediterráneo                           | Tarragona · Castellón de la Plana                      | En construcción       | *2027               |
| Corredor Mediterráneo                           | Castellón de la Plana · Valencia                       | En servicio           | 22/01/2018          |
| Corredor Mediterráneo                           | Valencia · Alicante                                    | En construcción       | *2026               |
| Corredor Mediterráneo                           | Alicante · Elche · Orihuela                            | En servicio           | 01/02/2021          |
| Corredor Mediterráneo                           | Orihuela · Murcia                                      | En servicio           | 20/12/2022          |
| Corredor Mediterráneo                           | Murcia · Cartagena                                     | En construcción       | (sin fecha)         |
| Corredor Mediterráneo                           | Murcia · Almería                                       | En construcción       | *2026-2027          |
| Corredor Mediterráneo                           | Granada · Guadix · Almería                             | En proyecto           | (sin fecha)         |
| Corredor Cantábrico-Mediterráneo                |                                                        |                       |                     |
| Corredor Cantábrico-Mediterráneo                | Zaragoza · Tudela · Castejón                           | En proyecto           | (sin fecha)         |
| Corredor Cantábrico-Mediterráneo                | Castejón · Pamplona                                    | En construcción       | *2027               |
| Corredor Cantábrico-Mediterráneo                | Castejón · Logroño                                     | En proyecto           | (sin fecha)         |
| Corredor Cantábrico-Mediterráneo                | Pamplona · Y vasca                                     | En estudio            | (sin fecha)         |
| Corredor Sur                                    |                                                        |                       |                     |
| LAV Madrid-Sevilla                              | Madrid · Ciudad Real · Puertollano · Córdoba · Sevilla | En servicio           | 21/04/1992          |
| LAV Córdoba-Málaga                              | Córdoba · Puente Genil-Herrera · Antequera-Santa Ana   | En servicio           | 17/12/2006          |
| LAV Córdoba-Málaga                              | Antequera-Santa Ana · Málaga                           | En servicio           | 24/12/2007          |
| LAV Sevilla-Cádiz                               | Sevilla · Jerez de la Frontera · Cádiz                 | En servicio           | 01/10/2015          |
| LAV Sevilla-Huelva                              | Sevilla · Huelva                                       | En proyecto           | (sin fecha)         |
| Eje ferroviario transversal de Andalucía        | Antequera-Santa Ana · Antequera- A.V · Loja · Granada  | En servicio (parcial) | 26/06/2019          |
| Eje ferroviario transversal de Andalucía        | Bypass Almodóvar del Río                               | En construcción       | *2026               |
| Corredor Suroeste                               |                                                        |                       |                     |
| LAV Madrid-Extremadura-Frontera portuguesa      | Madrid · Toledo                                        | En servicio           | 16/11/2005          |
| LAV Madrid-Extremadura-Frontera portuguesa      | Toledo · Talavera · Navalmoral de la Mata              | En proyecto           | *2030-2032          |
| LAV Madrid-Extremadura-Frontera portuguesa      | Navalmoral de la Mata · Plasencia                      | En construcción       | *2026               |
| LAV Madrid-Extremadura-Frontera portuguesa      | Plasencia · Cáceres · Mérida · Badajoz                 | En servicio           | 19/07/2022          |
| Madrid                                          |                                                        |                       |                     |
| Túnel Atocha-Chamartín                          | Madrid-Puerta de Atocha · Madrid-Chamartín             | En servicio           | 01/07/2022          |
| Conexión Chamartín-Aeropuerto T4                | Madrid-Chamartín · Aeropuerto T4                       | En construcción       | *2026               |

### Líneas proyectadas
| Línea                            | Ciudades que conecta                              | Estado |
| Corredor Atlántico               | Corredor Atlántico                                | Corredor Atlántico |
| -------------------------------- | ------------------------------------------------- | --- |
| LAV Medina-Salamanca             | Medina del Campo · Salamanca                      | Adaptación de la línea de ancho ibérico conectando con la LAV Zamora-Olmedo.                                                                              |
| Conexión por Cerdedo             | Orense · Vigo                                     | Línea directa prevista entre Orense y Vigo, recortaría el trayecto entre la ciudad portuaría y el resto del corredor a través de Orense y Zamora.         |
| LAV Santander-Bilbao             | Santander · Bilbao                                | Pendiente de la segunda fase del estudio informativo (los trabajos deberían haber concluido en septiembre de 2022).                                       |
| Corredor Cantábrico-Mediterráneo |                                                   | |
| LAV Logroño-Miranda de Ebro      | Logroño · Miranda de Ebro                         | Pendiente de estudio |
| Corredor Sur                     |                                                   | |
| LAV Madrid-Jaén                  | Mora · Alcázar de San Juan · Linares-Baeza · Jaén | Cancelado, mejoras puntuales y elevación de la velocidad máxima a 220 km/h en algunos tramos de la línea actual. Posible enlace con la línea por Córdoba. |

## Numeración de las líneas de Adif-Alta Velocidad

### Líneas actuales
(Incluye líneas convencionales traspasadas a Adif-Alta Velocidad: 426, 500, 510, 520, 530, 532 y 600, y no figuran las líneas 070 Bifurcación Huesca-Huesca y 082 Orense-Santiago, ya que están a cargo de ADIF convencional)
Número Origen-Destino:
- 010 Madrid-Puerta de Atocha - Sevilla-Santa Justa
- 012 Madrid-Puerta de Atocha-Cambiador de Atocha
- 016 Majarabique (Sevilla)-Cambiador de Majarabique
- 018 Bifurcación Cerro Negro/Santa Catalina-CTT de Cerro Negro-AV
- 020 La Sagra - Toledo
- 022 Cambiador de Alcolea (Córdoba)-Bifurcación Cambiador Alcolea
- 024 Yeles Aguja km 34,397-Bifurcación Blancales (variante Andalucía-Levante)
- 030 Bifurcación Málaga AV-Málaga María Zambrano
- 032 Antequera Santa Ana-Cambiador Antequera
- 040 Bifurcación Torrejón de Velasco-Valencia Joaquín Sorolla
- 042 Bifurcación Albacete-Alicante Terminal
- 050 Límite ADIF TP Ferro (junto a la frontera francesa)-Madrid Puerta de Atocha
- 052 Cambiador Plasencia de Jalón (Zaragoza)-Bifurcación Cambiador Plasencia de Jalón
- 054 Bifurcación Canal Imperial (Zaragoza)-Bifurcación Moncasi
- 056 Bifurcación Artesa de Lérida-Bifurcación Les Torres de Sanui
- 060 Bifurcación Cambiador Zaragoza Delicias-Cambiador Zaragoza Delicias
- 066 Bifurcación Can Tunis AV (Barcelona)-Can Tunis AV
- 068 Vallecas AV Aguja km 12,300-Los Gavilanes Aguja km 13,400 (variante de Perales: Barcelona-Andalucía)
- 072 CTT Fuencarral AV-Cambiador Madrid Chamartín
- 074 Cambiador Medina del Campo-Olmedo AV Aguja km 133,9
- 076 Cambiador Valdestillas-Bifurcación Cambiador Valdestillas
- 080 Bifurcación Venta de Baños-Madrid Chamartín
- 084 León-Bifurcación Venta de Baños
- 158 Cambiador Villamuriel-Bifurcación Cerrato
- 180 Bifurcación Estadio Municipal-Cambiador Clasificación
- 186 Cambiador Vilecha-Bifurcación Cambiador Vilecha
- 190 Medina AV a Cambiador de Medina AV
- 280 Bifurcación Mollet-Bifurcación Nudo Mollet
- 298 Gerona Mercaderies-Bifurcación Gerona Mercaderies
- 308 Albacete Los Llanos-Cambiador Albacete
- 328 Valencia AV Aguja km 396,7-Cambiador Valencia
- 426 Granada (desde km 86,520)-Fuente de Piedra (hasta km 59,560)
- 500 Bifurcación Planetario (desde Monfragüe)-Valencia de Alcántara (hasta Cáceres)
- 510 Aljucén (Badajoz)-Cáceres
- 520 Ciudad Real (desde Mérida)-Badajoz
- 530 Monfragüe-Plasencia
- 532 Monfragüe Aguja km 255,4-Monfragüe Aguja km 4,4 (Plasencia-Cáceres)
- 600 Valencia Estació del Nord - Sant Vicenç de Calders (hasta Vandellós)
- 810 Bifurcación Chapela-Monforte de Lemos (hasta Redondela)
- 812 Vigo Guixar-Bifurcación Chapela
- 818 Vilagarcía de Arousa-Bifurcación Angueira
- 824 Redondela-Santiago de Compostela
- 848 Redondela AV-Bifurcación Redondela AV
- 850 Vigo Urzaiz-Bifurcación Arcade
- 886 Zamora AV-Cambiador de Zamora
- 982 Bifurcación Medina (antigua Bifurcación Galicia Sur)-Zamora AV. Será 082 cuando llegue a Orense

Fuente: Declaración sobre la Red 2015 de Adif AV y nuevas Consignas A

### Nuevas líneas
- 026 Plasencia-Badajoz (nueva línea de altas prestaciones)
- 080 Madrid Chamartín-Bilbao Abando Indalecio Prieto (ampliación: Bifurcación Venta de Baños-Burgos Rosa de Lima)

Fuente: Avisos de ADIF

### Instalaciones y puntos kilométricos de las líneas de alta velocidad
- Madrid Puerta de Atocha-Sevilla Santa Justa (21/04/1992)

- La Sagra-Toledo (16/11/2005)

- Córdoba-Málaga (17/12/2006 y 24/12/2007)

- Antequera Santa Ana-Granada (26/06/2019)

- Madrid Puerta de Atocha-Barcelona Sans (11/10/2003, 19/12/2006 y 20/02/2008)

- Barcelona Sants-Frontera francesa (09/01/2013)

- Zaragoza Delicias-Huesca (23/12/2003) (línea acondicionada para trenes en ancho estándar)

- Madrid Chamartín-Valencia Joaquín Sorolla (desde Torrejón de Velasco: 18/12/2010)

- Bifurcación Albacete-Alicante (18/06/2013)

- Monforte del Cid-Murcia (¿2016?)

- Madrid Chamartín-Valladolid Campo Grande (23/12/2007)

- Valladolid Campo Grande-León (30/09/2015)

- Variante de Pajares Fase I (¿2016?)

- Nudo de Venta de Baños-Burgos Rosa de Lima (21/7/2022)

- Olmedo-Zamora (17/12/2015)

- Zamora-Pedralba (¿2016/2017?)

- Orense-Santiago (11/12/2011, ancho ibérico con traviesa polivalente)

- Plasencia-Badajoz (¿2016?) (Línea de Altas Prestaciones –200 km/h– sobre plataforma de LAV, en vía única y sin electrificar)

### Velocidades comerciales máximas y medias
A pesar de que las nuevas líneas de alta velocidad están diseñadas, por trazado, para 350 km/h, no es esta la velocidad máxima a la que pueden circular los trenes. Esta depende también del sistema de seguridad empleado, no pudiendo exceder los 200 km/h si se circula con ASFA 200, ni los 300 km/h cuando se hace con LZB o con ETCS en nivel 1; solo con el nivel 2 se pueden alcanzar los 350 km/h.
Aunque en España hay varios tramos con ETCS 2 (Albacete-Alicante, variante de Perales y Madrid-Lérida), solo en esta última se llega hasta los 310 km/h (entre los kilómetros 64,4 y 124,4) desde el 11 de diciembre de 2011, aunque para evitar el vuelo de balasto ha sido necesario rebajar 4 cm su nivel por debajo de las traviesas y realizar un mantenimiento específico.
En cuanto a las velocidades medias, la más alta es de 248 km/h para los trenes directos Madrid-Barcelona, seguida por los 246 km/h entre Madrid y Zaragoza, los 239 km/h entre Madrid y Valencia, los 230 km/h entre Madrid y Alicante y los 220 km/h entre Madrid y Málaga. Entre Madrid y Sevilla es de 202 km/h, aunque llegó a ser de 209 entre 1994 y 2000.
| Velocidades medias y distancias en las LAV | Inicio del trayecto completo | Distancia (km) | Mejor tiempo      | Media (tren)            | Media (línea) | Aprovechamiento de la velocidad de la LAV | Velocidad máxima (tren) | Velocidad máxima (línea) |
| Madrid-Barcelona                           | 20/02/2008                   | 621,000        | 2 h 30 m          | 248,4 km/h              | 292,2 km/h    | 85,0 %                                    | 310 y 300               | 310 y 300                |
| Madrid-Valencia                            | 15/12/2010                   | 390,250        | 1 h 38 m          | 238,9 km/h              | 287,6 km/h    | 83,1 %                                    | 300                     | 300                      |
| Madrid-Alicante                            | 18/06/2013                   | 478,625        | 2 h 05 m          | 229,7 km/h              | 281,3 km/h    | 81,7 %                                    | 300                     | 300                      |
| Madrid-Málaga                              | 24/12/2007                   | 512,514        | 2 h 20 m          | 219,6 km/h              | 261,1 km/h    | 84,1 %                                    | 300                     | 300                      |
| Madrid-Sevilla                             | 21/04/1992                   | 470,493        | 2 h 20 m          | 201,6 km/h              | 247,1 km/h    | 81,6 %                                    | 300                     | 300                      |
| Madrid-Granada                             | 26/06/2019                   | 563,643        | 3 h 05 m          | 182,8 km/h              |               |                                           | 300 y 200               | 300 y 200                |
| Madrid-León                                | 30/09/2015                   | 345,450        | 1 h 57 m          | 177,1 km/h              | 232,5 km/h    | 70,8 %                                    | 300 y 200               | 300 y 200                |
| Madrid-Zamora                              | 17/12/2015                   | 232,463        | 1 h 25 m (1h 10m) | 164,1 km/h (199,2 km/h) | 244,1 km/h    | 67,2 %                                    | 250 y 200 (300)         | 300 y 200 (300)          |
| Barcelona-Figueras                         | 09/01/2013                   | 127,865        | 55 m              | 139,5 km/h              | 241,4 km/h    | 57,8 %                                    | 200                     | 300                      |
| Orense-Santiago                            | 11/12/2011                   | 88,280         | 38 m (28 m)       | 139,4 km/h (189,1 km/h) | 281,1 km/h    | 49,6 %                                    | 220 (300)               | 300                      |

Fuente: Consignas Serie A, Cuadros de Velocidades Máximas, horarios Renfe a 04/11/2015 y mejores tiempos anunciados por Fomento.
La velocidad media de las líneas está ponderada pero es teórica, ya que supondría cambios instantáneos de velocidad. El "aprovechamiento" supone el % de la velocidad media del tren sobre la de la línea.
Los tiempos de viaje y velocidades máximas en paréntesis son los proyectados con el sistema de seguridad ferroviario ERTMS, ya que hay líneas que tienen este sistema en pruebas.

### Velocidades máximas de cada una de las líneas de alta velocidad
- Madrid Puerta de Atocha-Sevilla Santa Justa (21/04/1992)

- La Sagra-Toledo (16/11/2005)

- Córdoba-Málaga (17/12/2006 y 24/12/2007)

- Madrid Puerta de Atocha-Barcelona Sants (11/10/2003, 19/12/2006 y 20/02/2008)

- Barcelona Sants-Frontera francesa (09/01/2013)

- Zaragoza Delicias-Huesca (23/12/2003) (línea acondicionada para trenes en ancho estándar)

- Madrid Chamartín-Valencia Joaquín Sorolla (desde Torrejón de Velasco: 18/12/2010)

- Bifurcación Albacete-Alicante (18/06/2013)

- Madrid Chamartín-Valladolid Campo Grande (23/12/2007)

- Valladolid Campo Grande-León (30/09/2015)

- Olmedo-Zamora (2015)

- Orense-Santiago (11/12/2011, ancho ibérico con traviesa polivalente)

### Longitud de los tramos de alta velocidad (≥ 250 km/h)
| Líneas a más de 200 km/h              | Inauguración | Longitud total | Línea (+240) | % sobre total | Línea (-245) | Cambiadores | Talleres | Vía doble | Vía única |
| Madrid-Sevilla                        | 21/04/1992   | 479,531        | 377,441      | 78,7 %        | 93,052       | 4,038       | 5,000    | 471,400   | 08,131    |
| Madrid-Barcelona                      | 20/02/2008   | 667,308        | 580,275      | 87,0 %        | 83,067       | 3,766       | 0,200    | 654,017   | 13,291    |
| La Sagra-Toledo                       | 16/11/2005   | 22,293         | 0,000        | 0,0 %         | 20,664       | 0,000       | 1,629    | 22,293    |           |
| Madrid-Valladolid                     | 23/12/2007   | 180,407        | 154,094      | 85,4 %        | 25,215       | 1,098       |          | 168,717   | 11,690    |
| Córdoba-Málaga                        | 24/12/2007   | 155,657        | 140,287      | 90,1 %        | 14,230       | 0,440       | 0,700    | 154,957   | 00,700    |
| Olmedo-Medina                         | 10/04/2008   | 3,312          | 0,000        | 0,0 %         | 3,312        | 0,000       |          | 3,312     |           |
| Variante de Perales                   | 10/01/2009   | 5,553          | 0,000        | 0,0 %         | 5,553        | 0,000       |          | 5,553     |           |
| Bif. Albacete-Alicante                | 15/12/2010   | 73,391         | 72,072       | 98,2 %        | 0,912        | 0,407       |          | 72,984    | 00,407    |
| Torrejón de Velasco-Valencia          | 18/12/2010   | 362,924        | 353,157      | 96,5 %        | 9,695        | 0,072       |          | 362,852   | 00,072    |
| Parte española de TP Ferro            | 19/02/2009   | 19,766         | 19,766       | 100,0 %       | 0,000        | 0,000       |          | 19,766    |           |
| Mollet-Gerona y Figueras-TP Ferro     | 21/12/2010   | 78,035         | 52,735       | 67,6 %        | 25,300       | 0,000       |          | 78,035    |           |
| Orense-Santiago                       | 11/12/2011   | 85,041         | 78,136       | 91,9 %        | 6,905        | 0,000       |          | 84,000    | 01,041    |
| Variante de Yeles                     | 11/12/2011   | 5,700          | 0,000        | 0,0 %         | 5,700        | 0,000       |          |           | 05,700    |
| Barcelona-Mollet y Gerona-Figueras    | 09/01/2013   | 53,665         | 45,765       | 85,3 %        | 7,900        | 0,000       |          | 53,665    |           |
| Albacete-Alicante                     | 18/06/2013   | 165,037        | 110,434      | 66,9 %        | 54,603       | 0,000       |          | 165,037   |           |
| Valladolid-León                       | 30/09/2015   | 168,831        | 131,911      | 78,1 %        | 34,230       | 2,690       |          | 80,967    | 87,864    |
| Olmedo-Zamora y ramal hacia Salamanca | 17/12/2015   | 96,957         | 89,248       | 95,0 %        | 6,019        | 1,690       |          | 27,485    | 69,472    |
| Antequera Santa Ana-Granada           | 26/06/2019   | 89,996         | 61,911       | 68,8 %        | 28,085       | 0,000       |          | 40,700    | 49,296    |
| Zamora-Pedralba                       | 27/10/2020   | 110,740        | 110,740      |               |              |             |          | 76,598    |           |
| Nudo de Venta de Baños-Burgos         | 21/07/2022   | 91,561         | 90,948       |               | 0,613        |             | 5,422    | 86,139    |           |
| Variante de Pajares                   | 29/11/2023   | 49,700         |              |               | 49,700       |             |          | 8,400     | 41,300    |
|                                       | Total:       | 2915,705       | 2518,620     | 84,7 %        | 474,765      | 14,201      | 12,951   | 2636,877  | 288,964   |

Fuentes: Consignas Serie A y Perfiles de cada línea. Se han sumado todos los tramos con velocidad máxima menor a 240 km/h. Se han descontado los tramos sin servicio.
| Líneas en construcción       | Inauguración | Longitud total | Línea (+240) | Línea (-240) | Cambiadores | Talleres | Vía doble | Vía única |
| Monforte del Cid-El Reguerón | 2022         | 58,069         | 58,069       |              |             |          | 58,069    |           |

Las líneas Monforte del Cid y Antequera Santa Ana-Granada tienen, además, tramos de línea convencional adaptada con ancho mixto (triple carril): 15,550 y 28,085 km respectivamente.

## Número de viajeros en alta velocidad
El número de viajeros en alta velocidad se obtiene sumando aquellos que viajan en servicios que transitan íntegramente por líneas de alta velocidad: AVE y Avant (Media Distancia de alta velocidad), y los que forman parte de su recorrido (o todo él) por dichas líneas: Alvia y la mayoría de los Intercity, durante el recorrido que transcurre por alguna LAV.
Pero no resulta fácil, ya que Renfe solo ofrecía datos de viajeros en “AVE”, en “Larga Distancia convencional” (incluye Alvia, pero también Euromed, Talgo y Nocturnos) y en “Avant” (antes: AVE-Lanzadera), y Renfe Operadora solo ofrece datos de “Servicios Comerciales”, que son los totales de Larga Distancia, tanto sobre red de alta velocidad como sobre red convencional, y los de “Avant”. El INE solo cuenta los de los trenes de ancho estándar (AVE y Avant), mientras que, en el caso de Fomento y otros, suministran el dato de todos los viajeros en trenes de larga distancia (LD). En el primer caso no se cuentan los viajeros en trenes de ancho variable (Alvia y algunos Intercity), y en el segundo incluyen los recorridos de trenes de LD por líneas convencionales, pero no cuentan a los viajeros en trenes Avant.
Además, los datos suelen estar medidos en “número de viajeros”, lo que no tiene en cuenta los kilómetros recorridos, cuando es mucho más representativo (ingresos, gastos, consumo energético, uso del material, reducción de CO2, etc.) el de "viajeros-kilómetro", resultado de multiplicar el número de viajeros por el de kilómetros recorridos; al dividir los viajeros-km entre los viajeros resulta el recorrido medio.
Los datos más precisos son los del Observatorio del Ferrocarril en España; los últimos son de 2014.
Para calcular el número de viajeros en los trenes de alta velocidad -además- hay que sumar el de los viajeros de Media Distancia sinergiados, es decir: billetes vendidos como MD pero que viajan en trenes de alta velocidad de LD (Alvia e Intercity). Estos viajeros computan en MD convencional.
También hay que tener en cuenta que, tras la división de Adif en ADIF y ADIF AV, existe controversia sobre la ubicación de algunas líneas: la LAV Orense-Santiago está incluida en ADIF convencional, mientras que la línea convencional entre Valencia y Vandellós (eso sí: con trenes que circulan a 200 km/h) está incluida en ADIF AV.
Igual que en España, en otros países (como Alemania, Corea, Francia, Italia y Japón) la UIC incluye a todos los viajeros de los servicios de larga distancia (Servicios Comerciales, ICE, KTX, TGV, Frecce y Shinkansen) como "viajeros de alta velocidad" aunque transiten por líneas convencionales o adaptadas al ancho estándar, incluso con velocidades máximas de 130 km/h.
Millones de viajeros
| Año  | AVE + Avant | Diferencia | AVE    | Diferencia | Avant | Diferencia | Alvia                       | Diferencia | LD Calidad        | Diferencia | LD Convencional | Diferencia |
| 1992 | 1,314       | %          | 1,182  | %          | 0,132 | %          | (Alvia, Altaria y T200      |            | (Alvia, Altaria,  |            | 15,207          | - 5,49%    |
| 1993 | 3,256       | + 147,79%  | 2,338  | + 97,80 %  | 0,918 | + 595,45 % | por vías de alta velocidad) |            | Alaris y Euromed) |            | 12,467          | - 18,02 %  |
| 1994 | 3,554       | + 9,14 %   | 2,562  | + 9,56 %   | 0,992 | + 8,06 %   |                             |            |                   |            | 11,131          | - 10,72 %  |
| 1995 | 3,860       | + 8,62 %   | 2,762  | + 7,82 %   | 1,098 | + 10,69 %  |                             |            |                   |            | 11,600          | + 4,21 %   |
| 1996 | 4,095       | + 6,09 %   | 2,895  | + 4,82 %   | 1,200 | + 9,29 %   |                             |            |                   |            | 11,583          | - 0,15 %   |
| 1997 | 4,398       | + 7,40 %   | 3,121  | + 7,81 %   | 1,277 | + 6,42 %   |                             |            |                   |            | 12,523          | + 8,12 %   |
| 1998 | 4,749       | + 7,98 %   | 3,440  | + 10,22 %  | 1,309 | + 2,51 %   |                             |            |                   |            | 13,700          | + 9,40 %   |
| 1999 | 5,187       | + 9,22 %   | 3,843  | + 11,72 %  | 1,344 | + 2,67 %   |                             |            |                   |            | 13,874          | + 1,27 %   |
| 2000 | 5,615       | + 8,25 %   | 4,203  | + 9,37 %   | 1,412 | + 5,06 %   |                             |            |                   |            | 13,612          | - 1,89 %   |
| 2001 | 5,986       | + 6,61 %   | 4,505  | + 7,19 %   | 1,481 | + 4,89 %   |                             |            |                   |            | 13,606          | - 0,04 %   |
| 2002 | 6,276       | + 4,84 %   | 4,727  | + 4,93 %   | 1,549 | + 4,59 %   |                             |            |                   |            | 13,303          | - 2,23 %   |
| 2003 | 6,008       | - 4,27 %   | 4,474  | - 5,35 %   | 1,534 | - 0,97 %   |                             |            |                   |            | 12,811          | - 3,70 %   |
| 2004 | 6,193       | + 3,08 %   | 4,717  | + 5,43 %   | 1,476 | - 3,78 %   |                             |            |                   |            | 12,427          | - 3,00 %   |
| 2005 | 7,178       | + 15,91 %  | 5,112  | + 8,37 %   | 2,066 | + 39,97 %  | 2,900                       |            |                   |            | 12,595          | + 1,35 %   |
| 2006 | 8,700       | + 21,20 %  | 5,413  | + 5,89 %   | 3,287 | + 59,10 %  | 3,092                       | + 6,62%    | 6,935             |            | 12,818          | + 1,77 %   |
| 2007 | 9,099       | + 4,59 %   | 5,524  | + 2,04 %   | 3,576 | + 8,79 %   |                             |            | 7,845             | + 13,12%   | 13,072          | + 1,98 %   |
| 2008 | 16,300      | + 79,13 %  | 11,458 | + 107,44 % | 4,842 | + 35,40 %  |                             |            | 7,335             | - 6,50%    | 11,797          | - 9,76 %   |
| 2009 | 16,950      | + 3,99 %   | 11,298 | - 1,40 %   | 5,652 | + 16,73 %  |                             |            | 8,231             | + 12,22%   | 11,800          | + 0,03 %   |
| 2010 | 16,771      | - 1,06 %   | 10,869 | - 3,80 %   | 5,902 | + 4,42 %   |                             |            | 8,109             | - 1,48%    | 11,324          | - 4,03 %   |
| 2011 | 18,512      | + 10,38 %  | 12,442 | + 14,47 %  | 6,070 | + 2,84 %   | 3,888                       |            | 7,774             | - 4,13%    | 10,390          | - 8,25 %   |
| 2012 | 18,157      | - 1,92 %   | 12,113 | - 2,64 %   | 6,044 | - 0,42 %   |                             |            | 7,930             | + 2,01 %   | 10,235          | - 1,49 %   |
| 2013 | 21,213      | + 16,83 %  | 14,685 | + 21,23 %  | 6,528 | + 8,00 %   |                             |            | 8,037             | + 1,35 %   | 10,917          | + 6,61 %   |
| 2014 | 24,218      | + 14,11 %  | 17,967 | + 22,25 %  | 6,251 | - 4,21 %   |                             |            | 8,256             | + 2,72 %   | 11,709          | + 7,42 %   |
| 2015 | 26,127      | + 7,88 %   | 19,428 | + 8,13 %   | 6,699 | + 7,16 %   |                             |            |                   |            | 11,381          | - 2,80 %   |
| 2016 | 27,661      | + 5,87 %   | 20,352 | + 4,75 %   | 7,309 | + 9,11 %   | 7,4                         |            |                   |            | 11,470          | 0,78 %     |
| 2017 | 28,795      | + 4,1 %    | 21,109 | + 3,72 %   | 7,689 | + 5,16 %   | 7,4                         |            |                   |            | 11,797          | 2,85 %     |
| 2018 | 29,986      | + 4,26 %   | 21,332 | + 1,06 %   | 8,654 | + 13,08 %  |                             |            |                   |            | 12,304          | 4,30 %     |
| 2019 | 31,301      | + 4,38 %   | 22,370 | + 4,87 %   | 8,931 | + 3,20 %   |                             |            |                   |            | 12,171          | -1,08 %    |
| 2020 | 11,021      | - 64,73 %  | 7,603  | - 66,0 %   | 3,418 | - 61,5 %   |                             |            |                   |            | NA              | NA %       |
| 2021 | 16,810      | + 52,5 %   | 12,283 | + 61,6 %   | 4,527 | + 32,4 %   |                             |            |                   |            | NA              | NA %       |

Fuente: Memorias Anuales Renfe. 2014 y 2015: Fomento. Para el año 2016 Renfe.
Nota: en 2013 incluye 0,00635 de trenes turísticos RAM (exFEVE), que no están incluidos en la diferencia con el año anterior para que los datos sean homogéneos.
Los Alvia e Intercity (incluso el tramo en que circulan por LAV) están incluidos en LD convencional. Los billetes de MD vendidos en trenes de LD están incluidos en MD convencional.
Millones de viajeros-kilómetro
| Año  | AVE + Avant | Diferencia | AVE       | Diferencia | Avant   | Diferencia | Alvia                       | Diferencia | LD Calidad        | Diferencia | LD Convencional | Diferencia |
| 1992 | 513,00      | %          | 489,00    | %          | 24,00   | %          | (Alvia, Altaria y T200      |            | (Alvia, Altaria,  |            | 7793,00         | %          |
| 1993 | 1 098,00    | + 114,04 % | 958,00    | + 95,91 %  | 140,00  | + 483,33 % | por vías de alta velocidad) |            | Alaris y Euromed) |            | 6389,00         | - 18,02 %  |
| 1994 | 1 192,00    | + 8,56 %   | 1 042,00  | + 8,77 %   | 150,00  | + 7,14 %   |                             |            |                   |            | 5748,00         | - 10,03 %  |
| 1995 | 1 297,00    | + 8,81 %   | 1 135,00  | + 8,93 %   | 162,00  | + 8,00 %   |                             |            |                   |            | 5814,00         | + 1,15 %   |
| 1996 | 1 350,00    | + 4,09 %   | 1 174,00  | + 3,44 %   | 176,00  | + 8,64 %   |                             |            |                   |            | 5828,00         | + 0,24 %   |
| 1997 | 1 460,00    | + 8,15 %   | 1 275,00  | + 8,60 %   | 185,00  | + 5,11 %   |                             |            |                   |            | 6369,00         | + 9,28 %   |
| 1998 | 1 607,00    | + 10,07 %  | 1 415,00  | + 10,98 %  | 192,00  | + 3,78 %   |                             |            |                   |            | 6968,00         | + 9,40 %   |
| 1999 | 1 788,00    | + 11,26 %  | 1 588,00  | + 12,23 %  | 200,00  | + 4,17 %   |                             |            |                   |            | 7158,00         | + 2,73 %   |
| 2000 | 1 942,00    | + 8,61 %   | 1 730,00  | + 8,94 %   | 212,00  | + 6,00 %   |                             |            |                   |            | 7037,00         | - 1,69 %   |
| 2001 | 2 078,00    | + 7,00 %   | 1 853,00  | + 7,11 %   | 225,00  | + 6,13 %   |                             |            |                   |            | 6993,00         | - 0,63 %   |
| 2002 | 2 194,00    | + 5,58 %   | 1 957,00  | + 5,61 %   | 237,00  | + 5,33 %   |                             |            |                   |            | 6951,00         | - 0,60 %   |
| 2003 | 2 026,00    | - 7,66 %   | 1 794,00  | - 8,33 %   | 232,00  | - 2,11 %   |                             |            |                   |            | 6627,00         | - 4,66 %   |
| 2004 | 2 087,00    | + 3,01 %   | 1 864,00  | + 3,90 %   | 223,00  | - 3,88 %   |                             |            |                   |            | 6354,00         | - 4,12 %   |
| 2005 | 2 324,00    | + 11,36 %  | 2 031,00  | + 8,96 %   | 293,00  | + 31,39 %  | 1362,00                     |            |                   |            | 6322,00         | - 0,50 %   |
| 2006 | 2 698,00    | + 16,09 %  | 2 287,00  | + 12,60 %  | 411,00  | + 40,27 %  | 1473,00                     | + 8,15 %   | 3012,00           |            | 6180,00         | - 2,25 %   |
| 2007 | 2 591,85    | - 3,93 %   | 2 161,00  | - 5,51 %   | 430,85  | + 4,83 %   |                             |            | 3433,00           | + 13,98 %  | 6304,00         | + 2,01 %   |
| 2008 | 5 483,00    | + 111,55 % | 4 887,73  | + 126,18 % | 595,27  | + 38,16 %  |                             |            | 3004,00           | - 12,50 %  | 5603,00         | - 11,12 %  |
| 2009 | 5 977,68    | + 9,02 %   | 5 261,00  | + 7,64 %   | 716,68  | + 20,40 %  |                             |            | 3353,00           | + 11,62 %  | 5527,00         | - 1,36 %   |
| 2010 | 5 937,53    | - 0,67 %   | 5 184,00  | - 1,46 %   | 753,53  | + 5,14 %   |                             |            | 3344,00           | - 0,27 %   | 5246,00         | - 5,08 %   |
| 2011 | 6 519,00    | + 9,79 %   | 5 749,71  | + 10,91 %  | 769,29  | + 2,09 %   |                             |            | 3107,00           | - 7,09 %   | 4712,00         | - 10,18 %  |
| 2012 | 6 562,50    | + 0,67 %   | 5 801,00  | + 0,89 %   | 761,50  | - 1,01 %   |                             |            | 3295,00           | + 6,05 %   | 4614,80         | - 2,06 %   |
| 2013 | 7 894,00    | + 20,29 %  | 7 093,00  | + 22,27 %  | 801,00  | + 5,19 %   |                             |            | 3442,00           | + 4,46 %   | 4853,70         | + 5,09 %   |
| 2014 | 8 783,60    | + 11,23 %  | 8 037,97  | + 13,29 %  | 745,63  | - 6,95 %   |                             |            | 3499,00           | + 1,66 %   | 4964,17         | + 2,41 %   |
| 2015 | 9 485,62    | + 7,99 %   | 8 688,20  | + 8,09 %   | 797,42  | + 6,95 %   |                             |            |                   |            | 4791,18         | - 3,48 %   |
| 2016 | 10 509,71   | + 4,81 %   | 9 632,42  | + 4,36 %   | 877,29  | + 10,02 %  |                             |            |                   | ;%         |                 | ;%         |
| 2017 | 11 185,43   | + 6,43 %   | 10 267,76 | + 6,60 %   | 917,67  | + 4,60 %   |                             |            |                   | %          |                 | %          |
| 2018 | 11 315,96   | + 1,17 %   | 10 288,70 | + 0,21 %   | 1027,23 | + 11,97 %  |                             |            |                   | %          | 5017,40         |            |
| 2019 | 11 814,49   | + 4,41 %   | 10 760,00 | + 4,58 %   | 1055,00 | + 2,68 %   |                             |            |                   | %          | 4929,00         |            |

Fuente: Memorias Anuales Renfe. 2014 y 2015: Fomento
Nota: en 2013 incluye 4,1 de trenes turísticos RAM (exFEVE), que no están incluidos en la diferencia con el año anterior para que los datos sean homogéneos.
Los Alvia e Intercity (incluso el tramo en que circulan por LAV) están incluidos en LD convencional. Los billetes de MD vendidos en trenes de LD están incluidos en MD convencional.
Tras la incorporación de las nuevas líneas hasta Alicante y Figueres, y los cambios, en marzo de 2013, en la política comercial para Larga Distancia (principalmente la rebaja de un 11 % en la tarifa base y el aumento de descuentos), se ha producido un aumento de la demanda. Desde el ministerio de Fomento esperan 28 millones de “viajeros AVE” para 2014 y vaticinan duplicar los de 2013 (cifrados en 24 millones) en 2018.
Según los últimos datos del Observatorio del Ferrocarril en España, en 2014 hubo 17,967 millones de viajeros en servicios AVE, y 11,709 en Larga Distancia Convencional; dentro de esta se encuentra LD Calidad (Alvia, Altaria y Euromed), que sumó 8,256 millones. En 2015 hubo 19,428 millones de viajeros en servicios AVE, 11,381 en Larga Distancia convencional y 6,699 en Avant. Calculando que los viajeros Alvia e Intercity-AV por vías de alta velocidad (desde 2013 incluye Valencia-Vandellós) se acerquen a los 8 millones y medio (son todos los de LD excepto los de los servicios Madrid-Almería, Madrid-Murcia, el Intercity País Vasco-Galicia y los nocturnos Madrid-Galicia), los viajeros de alta velocidad tuvieron que acercarse a los 34,6 millones en 2015.

## Servicios de alta velocidad en España
Los servicios de alta velocidad son prestados por las operadoras Renfe, SNCF e ILSA con las siguientes marcas:
- Renfe Viajeros
  - AVE. Tren de larga distancia y alta gama que circula mayoritariamente por líneas de alta velocidad. Actualmente su velocidad máxima de explotación es de 300 km/h.
  - Alvia. Tren de larga distancia y alta gama que circula tanto por líneas de alta velocidad de ancho estándar como por vías convencionales de ancho ibérico, electrificadas como por líneas no electrificadas mediante un generador diésel en el propio material rodante (esto se da en las relaciones Madrid-Badajoz, Madrid-Ferrol y Madrid-Lugo). El tren cambia su ancho de vía pasando sin detenerse por los cambiadores de ancho repartidos por la red nacional, que enlazan las LAV con las líneas convencionales. La velocidad comercial máxima es de 250 km/h en LAV electrificadas, 220 km/h en líneas convencionales electrificadas y 180 km/h en líneas no electrificadas.
  - Intercity. En Alta Velocidad, se puede referir a:
    - Servicios estacionales prestados generalmente con material rodante diverso, en especial de la serie 121 de Renfe, utilizando líneas convencionales y líneas de alta velocidad a un máximo de 250 km/h, generalmente en clase única de asiento "Estándar" (antigua "Clase Turista") y sin ofrecer un servicio de cafetería en la mayoría de estos casos. Ejemplos de estos son los Intercity de las relaciones Madrid-Gandía o Madrid-Vinarós.
    - Coches de Talgo remolcados por locomotora que circulan por líneas de alta velocidad y/o líneas convencionales a un máximo de 200km/h, contando con las comodidades propias de un servicio de larga distancia de alta gama, como una cafetería a bordo o 2 clases (asiento "Estándar" y "Comfort", antiguos " Turista" y "Preferente"). Por ejemplo, este servicio se emplea en alta velocidad en la relación Madrid-Algeciras, entre Madrid y Antequera (Málaga). Sin embargo, también se ha utilizado excepcionalmente material rodante de las serie 730 en este tipo de servicios.

  - Avant. Tren de media distancia o regional que realiza todo su recorrido o parte de este por líneas de alta velocidad utilizando, en este último caso, la misma tecnología que el Alvia y con sus mismas velocidades comerciales.
  - Trenhotel. Trenes nocturnos de largo recorrido y alta gama. Los servicios que conectaban Barcelona con Galicia realizaban parte de su recorrido por líneas de alta velocidad, como máximo a 200 km/h. Entre 2008 y 2010 los trenes nocturnos de Barcelona a Málaga y Cádiz hacían su trayecto por LAV, hasta que fueron sustituidos por trenes diurnos.[158] En 2020 estos servicios fueron suprimidos.
- SNCF Viajeros
  - TGV inOui. Tren de larga distancia y alta gama que circula exclusivamente entre Barcelona y la Frontera Francesa con destino París.
  - Ouigo. Tren de alta velocidad de larga distancia, a bajo coste, hasta el momento exclusivo en las líneas Madrid-Barcelona, Madrid-Alicante y Madrid-Valencia.
- ILSA
  - Iryo. Primer operador privado de España, comenzó a operar en 2022 y conecta Madrid, Barcelona, Valencia, Alicante (estacional por el momento), Sevilla, Málaga, Zaragoza o Cuenca, entre otras.

### En elN.A.F.A.
| Recorrido                                               | Denominación comercial | Material móvil        |
| ------------------------------------------------------- | ---------------------- | --------------------- |
| Madrid-Sevilla                                          | AVE                    | S100 S102 S112        |
| Madrid-Málaga                                           | AVE                    | S102 S112 S103        |
| Madrid-Granada                                          | AVE                    | S112                  |
| Barcelona-Sevilla Barcelona-Málaga Barcelona-Granada    | AVE                    | S112                  |
| Madrid-Puertollano Madrid-Toledo Sevilla-Córdoba-Málaga | Avant                  | S104                  |
| Sevilla-Granada                                         | Avant                  | S114                  |
| Madrid-Huelva Madrid-Cádiz                              | Alvia AVE              | S130 S120 S107 AVE    |
| Madrid-Algeciras                                        | Intercity              | Locomotora + Talgo VI |

### En el Corredor Noreste:línea de alta velocidad Madrid-Zaragoza-Barcelona-Frontera francesa
| Recorrido                                                                        | Denominación comercial | Material móvil         |
| -------------------------------------------------------------------------------- | ---------------------- | ---------------------- |
| Madrid-Barcelona                                                                 | AVE                    | S103 S112              |
| Madrid-Zaragoza                                                                  | AVE                    | S100 S102 S103         |
| Madrid-Huesca                                                                    | AVE                    | S102                   |
| Madrid-Marsella                                                                  | AVE-TGV                | S100                   |
| Barcelona-París Barcelona-Toulouse                                               | AVE-TGV                | TGV DASYE              |
| Barcelona-Lyon                                                                   | AVE-TGV                | S100                   |
| Barcelona-Sevilla Barcelona-Málaga Barcelona-Zaragoza                            | AVE                    | S112                   |
| Barcelona-Lérida Calatayud-Zaragoza                                              | Renfe Avant            | S114 S104              |
| Barcelona-Hendaya Barcelona-Bilbao Barcelona-Vigo Madrid-Pamplona Madrid-Logroño | Alvia                  | S120 S130              |
| Barcelona-La Coruña Barcelona-Vigo                                               | Trenhotel              | Locomotora + Talgo VII |
| Madrid-Barcelona                                                                 | Ouigo España           | TGV Duplex             |

### En el Corredor Norte:línea de alta velocidad Madrid-Segovia-ValladolidyOlmedo-Zamora-Galicia
| Recorrido                                                                    | Denominación comercial | Material móvil |
| ---------------------------------------------------------------------------- | ---------------------- | -------------- |
| Madrid-León Madrid-Orense Madrid-Burgos Madrid-La Coruña Madrid-Vigo         | AVE                    | S112 S-106     |
| Madrid-Segovia-Valladolid La Coruña-Santiago-Orense                          | Avant                  | S114 S-121     |
| Alicante/Madrid-Gijón Alicante/Madrid-Santander Madrid-Bilbao Madrid-Hendaya | Alvia                  | S130 y S120    |

### En el Corredor Mediterráneo y el Corredor de Levante
Solo se citan los trenes de altas prestaciones (160-200 km/h), aunque por las líneas circulan en ciertos tramos trenes de media distancia y de cercanías. No se pueden separar tajantemente ambos corredores, ya que muchos trenes recorren los dos y el tramo La Encina-Alicante es común a ambos.
| Recorrido                                                                            | Denominación comercial | Material móvil                                                |
| ------------------------------------------------------------------------------------ | ---------------------- | ------------------------------------------------------------- |
| Madrid-Cuenca-Valencia Madrid-Alicante Madrid-Elche-Orihuela-Murcia Madrid-Castellón | AVE                    | S-112 S-100                                                   |
| Barcelona-Tarragona-Valencia-Alicante                                                | Euromed                | S130 Locomotora + Talgo VII (solo directo Barcelona-Valencia) |
| Barcelona-Valencia-Alicante Valencia-Albacete Valencia-Alcázar de San Juan           | Intercity              | Serie 449 Locomotora + coches Arco                            |
| Barcelona-Murcia Barcelona-Lorca Barcelona-Cartagena                                 | Talgo                  | Locomotora + Talgo IV/VI                                      |
| Gijón-Madrid-Alicante Santander-Madrid-Alicante Madrid-Castellón Madrid-Gandía       | Alvia                  | S130 S730                                                     |
| Barcelona-Badajoz / Sevilla / Málaga / Granada / Almería                             | Talgo Torre del Oro    | Locomotora + Talgo                                            |

## Trenes de alta velocidad en España

### Parque de trenes para 250 km/h o más
| Serie | Composición | Puesta en servicio | Disponibles | Fabricados | Fabricantes                    | kW        | km/h         | Plazas  | Origen                                    |
| 100   | 2 M 8 R     | 1992/95            | 23          | 24         | GEC-Alsthom y CAF/MTM/Ateinsa  | 8800      | 300N         | 345     | AVE (TGV Atlantique)                      |
| 104   | 4 M         | 2004/06            | 20          | 20         | Alstom/CAF (plataforma Alaris) | 4000      | 250A         | 236     | Avant (ETR 460 no basculante)             |
| 102   | 2 M 12 R    | 2005/07            | 16          | 16         | Talgo/Bombardier Traxx S250MS  | 8000      | 330B         | 316     | AVE (T 350 pendular)                      |
| 120   | 4 M         | 2006/11            | 27          | 27         | CAF/Alstom                     | 2500/4000 | 220/250A     | 237/226 | Alvia RD BRAVA bitensión (ATPRD)          |
| 103   | 4 M 4 R     | 2007/08            | 26          | 26         | Siemens/CAF/Alstom             | 8800      | 350A         | 403     | AVE Velaro E (ICE 3)                      |
| 130   | 2 M 11 R    | 2007/10            | 30          | 30         | Talgo/Bombardier Traxx S250MS  | 4000/4800 | 220/250B     | 298     | Alvia RD bitensión pendular               |
| 730   | 2 M 2 T 9 R | 2012/16            | 14          | 15         | Talgo/Bombardier Traxx S250MS  | 2400      | 180/220/250B | 264     | Alvia Dual RD bitensión pendular          |
| 121   | 4 M         | 2009/11            | 29          | 29         | CAF/Alstom                     | 2500/4000 | 220/250A     | 280     | Avant RD BRAVA bitensión (ATPRD)          |
| 112   | 2 M 12 R    | 2010/13            | 30          | 30         | Talgo/Bombardier Traxx S250MS  | 8000      | 330B         | 363     | AVE (T 350 pendular)                      |
| 114   | 4 M         | 2011               | 12          | 13         | Alstom/CAF                     | 4000      | 250A         | 236     | Avant (ETR 600 no basculante)             |
| 106   | 2 M 12 R    | 2024               | 25          | 30         | Talgo/ABB                      | 8800      | 330          | 519+2   | 15 Ancho fijo 15 Ancho estándar.          |
| 107   | 2 M 12 R    | 2021/2023          | 0           | 13         | Talgo/ABB                      | 8800      | 330          | 405     | Ancho estándar tritensión. En fabricación |

Total de trenes en servicio en julio de 2021: 95 trenes para 300/350 km/h y 132 trenes para 250 km/h. En el total no figuran el 730 rama 12 el cual se encuentra desguazado tras el Accidente ferroviario de Angrois; el 100.024, que está de baja en los talleres de La Sagra desde el 09/09/2014 por incendio de una motriz pese a la adjudicación de su reparación en 2017, y el 114.005, desguazado tras descarrilar y volcar en el túnel de Alta velocidad entre Atocha y Chamartín el 19/10/2024.
Nota: los trenes con rodadura desplazable (RD) pueden alcanzar 250 km/h con alimentación a 25 kV y hasta 220 km/h a 3 kV independientemente del ancho en que se encuentren; otra cuestión es la velocidad de homologación en una determinada línea, que puede ser menor: entre Orense y Santiago, en la línea de alta velocidad Olmedo-Zamora-Galicia las series 121, 130 y 730 están homologadas a 220 km/h.

### Serie 100 de Renfe
Este tren, fabricado por Alstom deriva directamente del tren de alta velocidad francés, el TGV en su versión TGV Atlantique. Está diseñado para alcanzar velocidades hasta de 360 km/h.
Los trenes, que prestan servicio en las líneas Madrid-Sevilla, Madrid-Castellón, Madrid-Alicante y ocasionalmente, Madrid-Huesca, están fabricados en España (salvo las primeras unidades, fabricadas en Belfort, Francia) por la multinacional francesa Alstom y por La Maquinista Terrestre y Marítima en sus instalaciones de San Andrés Condal en Barcelona. Desde el 15 de diciembre de 2013, estos trenes comienzan a prestar servicio en las conexiones ferroviarias de alta velocidad entre España y Francia que no llegan hasta París.

### Serie 102 de Renfe (Talgo 350)
El Talgo 350, apodado Pato por los aficionados al ferrocarril, es un tren diseñado por Talgo y Bombardier para la línea de alta velocidad Madrid-Campo de Tarragona, actualmente presta servicio en las relaciones Madrid-Huesca,Madrid-Burgos, Madrid-Málaga y algunos Madrid-Sevilla

### Serie 103 de Renfe (Siemens Velaro)
El ICE-350E, apodado Velaro por Siemens, es un tren derivado del ICE-3 en su versión Mehrsystem de Siemens para la línea de alta velocidad Madrid-Barcelona.

### Serie 112 de Renfe (Talgo 350)
El Serie 112 de Renfe, al igual que el Serie 102, está fabricado por Talgo y Bombardier. Se diferencia de la serie anterior en una mayor capacidad mediante cambios en la distribución interior. Presta servicio en las relaciones Madrid-Valencia, Madrid-Granada, Madrid-León, Madrid-Barcelona, Madrid-Orihuela, Madrid-Orense, Barcelona-Sevilla y Barcelona-Málaga.

### Serie 104 de Renfe (Alstom Pendolino)
El Avant, que fue apodado Iris debido a sus primeros colores, es un tren fabricado por CAF y Alstom en Santa Perpetua de Moguda, en Barcelona. Deriva directamente del Alaris español aunque sin basculación. Presta servicio en las líneas Madrid-Toledo (un servicio al día por sentido con prolongación desde Madrid hasta Albacete y viceversa), Sevilla-Málaga, Sevilla-Granada y Málaga-Granada, además de algunos servicios especiales de refuerzo entre Madrid y Córdoba/Sevilla.

### Serie 114 de Renfe (Alstom Pendolino)
El serie 114 deriva del Pendolino de nueva generación, el sucesor del Serie 104 y 490 (Alaris), aunque sin basculación. Fue fabricado por Alstom. Actualmente se utiliza en las relaciones de Renfe Avant Madrid-Segovia-Valladolid y Madrid-Puertollano.

### Serie 120 de Renfe (CAF ATPRD)
El Alvia, apodado sepia o chipirón por los aficionados al ferrocarril, es un tren de nuevo diseño fabricado por CAF en su factoría de Beasáin, en Guipúzcoa, para circular por las vías electrificadas tanto de ancho ibérico como de ancho estándar, utilizando para ello el bogie Brava de CAF, de ancho variable, y pantógrafos para 25 KV 50 Hz (AC) y 3 KV (CC) a una velocidad máxima de 250 y 220 km/h. Se divide en dos series, la segunda de las cuales (120.05) tiene LZB para la línea de alta velocidad Madrid-Sevilla y equipos redundantes para circular por túneles de gran longitud. Los 12 trenes de la primera serie prestan servicio en las relaciones Madrid-Logroño y Madrid-Pamplona; mientras que los 15 trenes de la segunda serie realizan Barcelona-Bilbao, Barcelona-Irún, Madrid-Huelva, Madrid-Bilbao, Madrid-Hendaya y Barcelona-Cádiz (servicio Torre del Oro).

### Serie 121 de Renfe (CAF ATPRD)
Los trenes de la serie 121 son trenes fabricados por CAF. Son destinados por Renfe a servicios de media distancia e Intercity. Pueden circular por las vías electrificadas tanto de ancho ibérico como de ancho estándar, utilizando para ello el bogie Brava de CAF, de ancho variable, y pantógrafos para 25 kV 50 Hz (AC) y 3 kV (CC) a una velocidad máxima de 250 y 220 km/h. Todas las plazas son comercializadas en clase turista. Prestan servicio como Avant en las relaciones Barcelona-Lérida, La Coruña-Orense, Santiago-Orense y La Coruña-Vigo; como Alvia en Madrid-Salamanca y como Intercity en refuerzos de fin de semana o estivales en multitud de destinos, como la relación de fin de semana (diaria en temporada estival) Madrid-Gandía, además de la relación Madrid - Ponferrada.

### Serie 130 de Renfe (Talgo 250)
La serie 130, apodada Patito o Minipato por los aficionados al ferrocarril, es un tren que se compone de coches Talgo de la serie 7 unidos a dos cabezas tractoras fabricadas por Bombardier. Para formar la serie 130 se han ampliado las 22 ramas de Talgo serie 7 fabricadas en 2000 en dos coches más hasta totalizar 11 coches por rama, se han hecho modificaciones para añadir hilo de 25 kV en el techo como en el Pato Serie 102 para comunicar ambas cabezas tractoras, y se han cambiado los testeros con una barra rígida para acoplar la cabeza tractora en vez del gancho. Las restantes 23 unidades son de nueva construcción con las tractoras incorporadas. Actualmente prestan servicio en la línea de alta velocidad Valladolid-Palencia-León, que se prolongan —gracias a su ancho variable— hasta Gijón y Santander; también circulan también por la línea de alta velocidad Madrid-Sevilla, realizando servicios hasta Cádiz. Además, estos trenes también realizan servicios por Levante y Cataluña: desde el día 14 de diciembre de 2008 sustituyen a los Euromed S-101 que operaban en la línea Barcelona-Valencia-Alicante. También son utilizados en servicios transversales, como Alicante-Gijón, Alicante-Santander, Castellón-Gijón, Barcelona-Gijón, Barcelona-Salamanca y Barcelona-Vigo/La Coruña que es actualmente el servicio Alvia más largo de toda España. Según el día, los trenes llegan o salen de Vigo o La Coruña.

### Serie 730 de Renfe (Talgo 250h)
Los trenes de la serie 730 pueden prestar servicio por líneas convencionales y líneas de alta velocidad, tanto por líneas electrificadas a 25 kV 50 Hz (AC) y 3 kV (CC) como por las no electrificadas gracias a ser un tren dual (híbrido). Es una variación de los trenes de la serie 130 reemplazando los coches extremos para viajeros por sendos Coches Extremos Técnicos con motores diésel. Prestan servicio Alvia en las relaciones Madrid-Vigo, Madrid-Ferrol, Madrid-Lugo y Madrid-Badajoz. Próximamente prestarán servicio entre Madrid y Almería con la instalación del cambiador de ancho en la estación de Granada.

### Locomotoras Serie 252 de Renfe
Las 252 son locomotoras universales y muy versátiles construidas por CAF-Macosa (ahora Alstom), Siemens y Krauss-Maffei para el N.A.F.A. LAV Madrid-Sevilla. Las locomotoras 252 han rodado en pruebas por 7 países diferentes (España, Alemania, Francia, Luxemburgo, Austria, Checoslovaquia e Italia).

### Talgo VI
Este tren no automotor es la evolución del Talgo Pendular, fabricado a principios de los años 90 por Talgo para circular por el N.A.F.A., por la línea de alta velocidad Madrid-Sevilla. En la actualidad proporciona servicios Altaria en el Corredor Mediterráneo y en la relación Madrid-Algeciras, utilizando parcialmente el trazado de la LAV Madrid-Sevilla y Córdoba-Málaga hasta el cambiador de ancho de Antequera Santa Ana.

### Serie 108 de Ouigo (TGV Euroduplex)
Es una versión de los trenes de alta velocidad TGV. El TGV Euroduplex tiene una capacidad para más de 500 pasajeros, los encargados por Ouigo España fueron 14 series de SNCF adaptadas a las características de la red española. Prestan servicio en las relaciones Madrid-Barcelona, Madrid-Valladolid, Madrid-Sevilla, Madrid-Málaga, Madrid-Valencia y Madrid-Alicante.

### Serie 109 de Iryo (ETR 1000)
Pertenecen a la compañía Iryo, y es material rodante derivado de los ETR 1000 que ya operan en Italia, construidos por Hitachi y Bombardier, contando con capacidad para 419 pasajeros y una velocidad máxima de 360 km/h. Sin embargo, en España no operan comercialmente a más de 300km/h en ningún caso, ya que es la velocidad máxima a la que se opera en las líneas de alta velocidad españolas actualmente. Realizan las rutas Madrid-Barcelona, Madrid-Sevilla, Madrid-Málaga, Madrid-Alicante y Madrid-Valencia.

## Récords
En 1993 se alcanzó por primera vez la velocidad de 356,8 km/h, si bien este récord ha sido superado con holgura. Cabe destacar el alcanzado el día 16 de julio de 2006, cuando se llegó a una velocidad de 403,7 km/h, siendo la más alta (a mediados de 2019) alcanzada por un tren en España.